# Dienstgrade der italienischen Streitkräfte

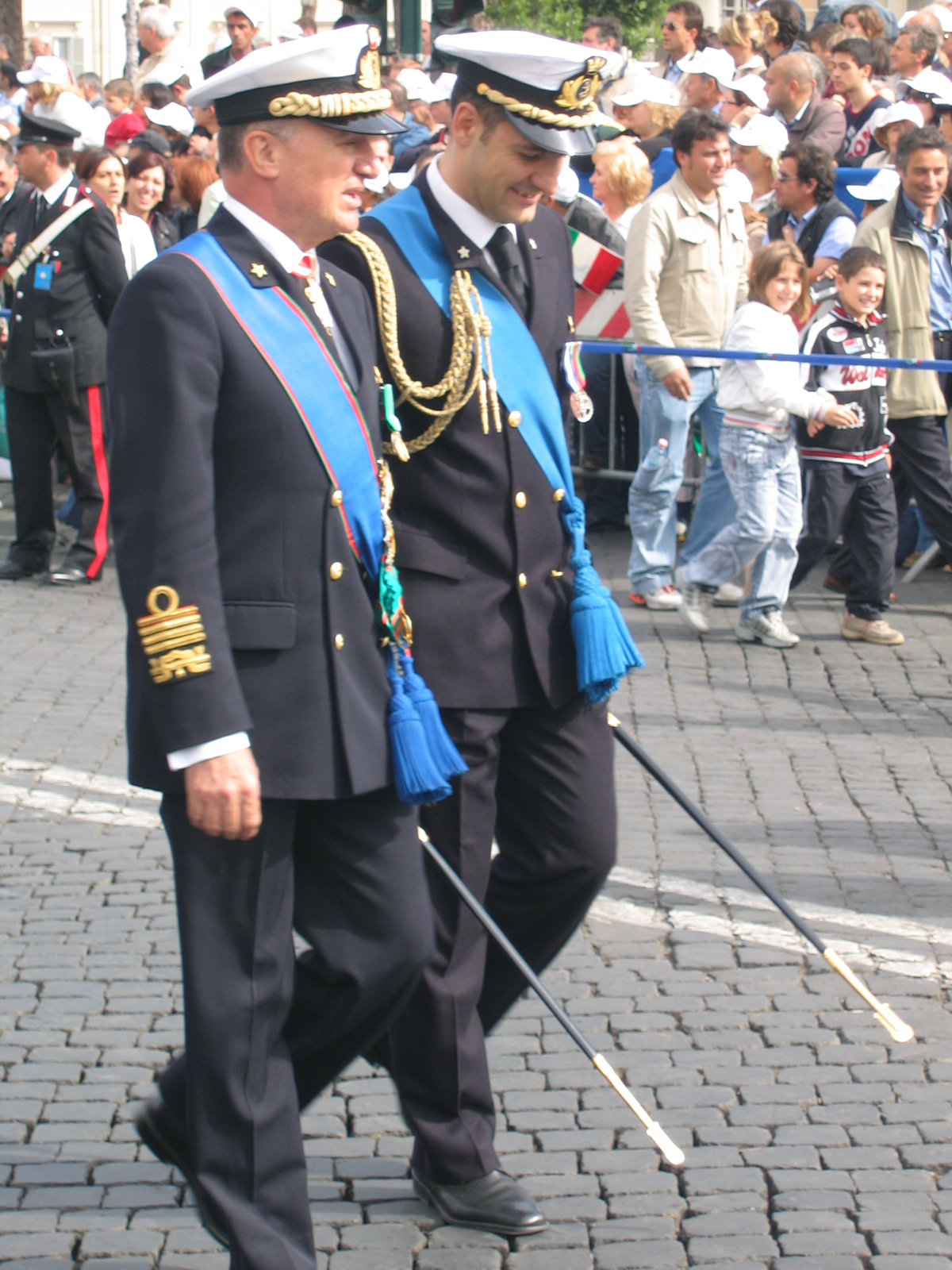
Italienischer Admiralstabschef (Vizeadmiral in besonderer Dienststellung) mit seinem Adjutanten (Korvettenkapitän) am 2. Juni 2006 in Rom (im Hintergrund ein Carabiniere).

Die Dienstgrade der italienischen Streitkräfte werden durch das Parlament im Militärorganisationsgesetzbuch (Codice dell’ordinamento militare) festgelegt. Es bestehen die Laufbahngruppen der Offiziere, der Unteroffiziere, der sogenannten Chargen und Mannschaften. Bei Offizieren und Unteroffizieren ist eine weitere Unterteilung in Dienstgradgruppen festgelegt. Auf Grund der NATO-Mitgliedschaft teilen Italiens Streitkräfte ihren Dienstgraden zu deren Vergleichbarkeit NATO-Rangcodes zu, die hier gemäß STANAG 2116 (7) angegeben sind.

## Heer
Nachstehende Rangabzeichen sind seit 1973 in Gebrauch.

### Offiziere
| NATO-Rangcode                                                           | Italienischer Dienstgrad                      | Abzeichen | Deutsches Äquivalent                 | Österreichisches Äquivalent | Schweizer Äquivalent         |
| ----------------------------------------------------------------------- | --------------------------------------------- | --------- | ------------------------------------ | --------------------------- | ---------------------------- |
| Ufficiali generali – Generale                                           |                                               |           |                                      |                             |                              |
| OF-9                                                                    | Generale                                      |           | General                              | General                     | General (Kriegsmobilmachung) |
| OF-8                                                                    | Generale di Corpo d’Armata (Tenente Generale) |           | Generalleutnant                      | Generalleutnant             | Korpskommandant              |
| OF-7                                                                    | Generale di Divisione (Maggior Generale)      |           | Generalmajor                         | Generalmajor                | Divisionär                   |
| OF-6                                                                    | Generale di Brigata (Brigadier Generale)      |           | Brigadegeneral                       | Brigadier                   | Brigadier                    |
| Ufficiali superiori – Stabsoffiziere                                    |                                               |           |                                      |                             |                              |
| OF-5                                                                    | Colonnello                                    |           | Oberst                               | Oberst                      | Oberst                       |
| OF-4                                                                    | Tenente Colonnello                            |           | Oberstleutnant                       | Oberstleutnant              | Oberstleutnant               |
| OF-3                                                                    | Maggiore                                      |           | Major                                | Major                       | Major                        |
| Ufficiali inferiori – Hauptleute und (als Subalternoffiziere) Leutnante |                                               |           |                                      |                             |                              |
| OF-2                                                                    | Primo Capitano                                |           | Stabshauptmann                       | -                           | -                            |
| OF-2                                                                    | Capitano                                      |           | Hauptmann                            | Hauptmann                   | Hauptmann                    |
| OF-1                                                                    | Tenente                                       |           | Oberleutnant (eigentlich „Leutnant“) | Oberleutnant                | Oberleutnant                 |
| OF-1                                                                    | Sottotenente                                  |           | Leutnant (eigentlich Unterleutnant)  | Leutnant                    | Leutnant                     |

Die Dienstgrade werden zu drei Dienstgradgruppen zusammengefasst: Generale, Stabsoffiziere und eine Gruppe, in der die Hauptleute und Leutnante zusammengefasst sind. Der Dienstgrad Sottotenente bedeutet wörtlich Unterleutnant, der Tenente ist daher eigentlich Leutnant. Truppendienst-Offiziere des ruolo normale, die die Accademia Militare di Modena abgeschlossen haben, führen während ihrer Fachausbildung den Dienstgrad Sottotenente und werden kurz vor dem Abschluss der insgesamt fünfjährigen Offizierausbildung zum Tenente befördert. Die beiden genannten Dienstgrade erhalten, je nach Fachrichtung, auch Absolventen (Master) ziviler Hochschulen, die bei besonderem Bedarf direkt eingestellt werden. Bei den Fachoffizieren des ruolo speciale, die unter besonders fähigen Unteroffizieren ausgewählt werden (soweit sie die Hochschulreife haben und höchstens 34 Jahre alt sind), steht der Sottotenente nicht in direktem Zusammenhang mit einem Ausbildungsabschnitt.
Den Dienstgrad Primo Tenente (Oberleutnant) kannte das italienische Heer in der Vergangenheit ebenfalls. Der Stabshauptmann (Primo Capitano) ist eine periodisch wiederkehrende Erscheinung und wird derzeit nur sehr selten vergeben (zwölf Jahre im Dienstgrad Hauptmann und keine Beförderung zum Major).
Sanitätsoffiziere führen zu ihrem Dienstgrad den Zusatz medico. Generale in den Bereichen Sanitätswesen, technische Unterstützung, Logistik und Verwaltung führen unter bei Beibehaltung obiger Abzeichen folgende besondere Dienstgrade: Tenente Generale (Generalleutnant), Maggior Generale (Generalmajor) und Brigadier Generale (Brigadegeneral).
Der Brigadier Generale ist neueren Datums. Früher hatte der Maggior Generale nur einen Stern, der Tenente Generale zwei Sterne. Bis zum Ersten Weltkrieg waren Letztere zusammen mit dem ranghöchsten Generale d’Esercito („Heeresgeneral“, drei Sterne) als allgemeine Dienstgrade in Gebrauch. Die drei in obiger Liste genannten besonderen Generalsränge wurden von 1997 bis 2004 vorübergehend nochmals zum Standard für die Heeresgenerale, dann kehrte man mangels allgemeiner Akzeptanz wieder zur Unterscheidung zwischen besonderen und allgemeinen Generalsdienstgraden zurück. Die Bezeichnung der allgemeinen Generalsränge nach den Großverbänden, die die jeweiligen Generale befehligen können, ist beispielsweise auch in Frankreich üblich, mit dem Brigadegeneral ansatzweise auch in Deutschland und vielen anderen Staaten. Letzterem folgt hier also der wörtlichen Übersetzung zufolge der „Divisionsgeneral“ und der „(Armee-)Korpsgeneral“. Die Begriffe ähneln im Übrigen denen der Schweiz.
Typisches Erkennungszeichen italienischer Generale ist die sogenannte greca, ein aus Sardinien-Piemont stammendes Mäanderornament, das in der Vergangenheit Kopfbedeckungen und Kragen zierte und mit der Reform von 1973 als Element des Dienstgradabzeichens eingeführt wurde. Davor waren die Generalsterne auf silbernem Grund. Im Zug der Reform von 1973 erhielten die Dienstgradabzeichen der Stabsoffiziere die Corona muralis, eine Mauerkrone, statt der vorigen Tresse um den Rand der Schulterklappen. Während des Zweiten Weltkrieges hatten die Offiziere Dienstgradabzeichen an den Ärmeln, die denen der Marine und der Luftwaffe ähnelten und heute noch an den dunklen Galauniformen zu sehen sind. Eine Besonderheit bei den Dienstgraden der Offiziere stellt die mögliche rote Umrandung der Sterne dar. Haben alle Sterne eine rote Umrandung, führt der entsprechende Offizier auch eine Einheit oder einen Verband. Ist der oberste Stern rot umrandet, hat der Offizier eine besondere Dienststellung inne. Dieser rot umrandete Stern ist jeweils der des nächsthöheren Dienstgrads, der dabei jedoch nicht vergeben wird. Bekanntestes Beispiel ist der Generalleutnant in besonderer Dienststellung, der zu seinen drei eigentlichen Sternen den vierten funktionalen, rot umrandeten Stern hat (und dennoch OF-8 ist). In der Regel handelt es sich dabei um den Generalstabschef des Heeres, um den Generalsekretär des Verteidigungsministeriums oder um Generalleutnante, die bei der NATO oder in anderen Bereichen die Aufgaben eines Viersternegenerals übernehmen. Der 1997 eingeführte Dienstgrad Generale (OF-9) ist dem Generalstabschef der Streitkräfte vorbehalten. Wird Letzterer noch Vorsitzender des Militärausschusses der NATO oder der EU, kann es ausnahmsweise auch mehr als einen Viersternegeneral geben. Dieser Dienstgrad ersetzt den nach dem Zweiten Weltkrieg abgeschafften Armeegeneral (Generale d’Armata). Der Dienstgrad Marschall von Italien wurde nach dem Zweiten Weltkrieg ebenfalls abgeschafft und nie mehr eingeführt.

Mäanderband (sogenannte greca) piemontesischer und italienischer Generale und Admirale
Generalleutnant in besonderer Dienststellung (OF-8)
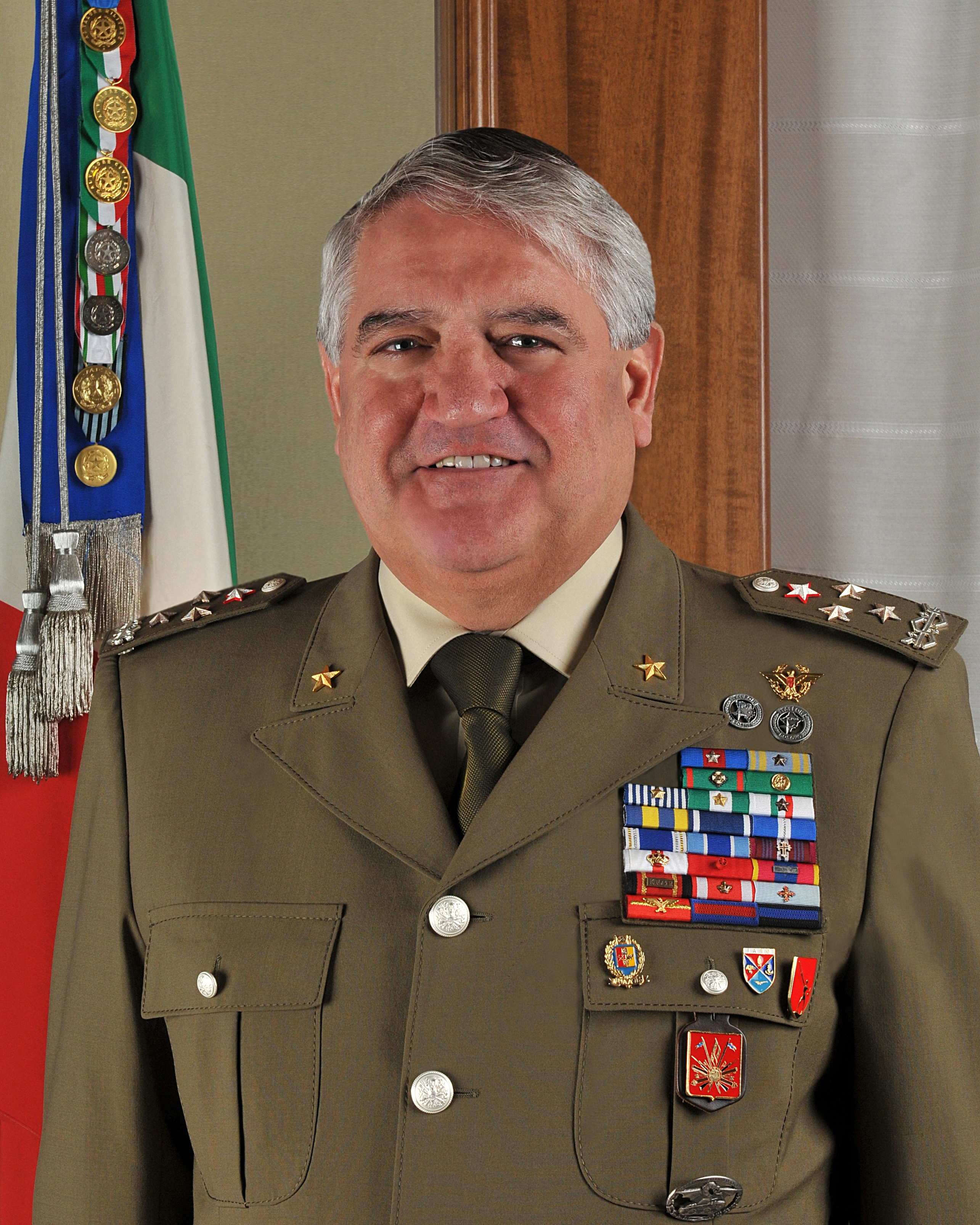
Giuseppe Valotto, Generalleutnant in besonderer Dienststellung
Major in besonderer Dienststellung (OF-3)
Dienstgradabzeichen Oberst und Regimentskommandeur
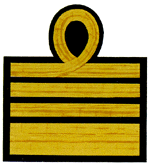
Dienstgradabzeichen Oberst an Galauniform
Dienstgradabzeichen Oberst an Alpini-Hut
Dienstgradabzeichen Generalmajor an Alpini-Hut
Offizieranwärter
Kadett der Scuola Militare Nunziatella

Für Offizieranwärter der Accademia Militare di Modena gibt es eigene Dienstgradabzeichen. Grundlage bildet die Abkürzung AU (Allievo Ufficiale), dazu können noch bis zu drei Winkel kommen. Die Bezeichnung Fähnrich (Alfiere) wird nur für Fahnenträger verwendet. Für die Dienstgradabzeichen der Kadetten der beiden Militärgymnasien in Mailand und Neapel werden ebenfalls Abkürzungen verwendet.

### Unteroffiziere
| NATO-Rangcode                             | Italienischer Dienstgrad   | Abzeichen | Deutsches Äquivalent                   | Österreichisches Äquivalent | Schweizer Äquivalent           |
| ----------------------------------------- | -------------------------- | --------- | -------------------------------------- | --------------------------- | ------------------------------ |
| Ruolo marescialli – Höhere Unteroffiziere |                            |           |                                        |                             |                                |
| OR-9                                      | Primo Luogotenente         |           | Oberstabsfeldwebel (Feldwebelleutnant) | Vizeleutnant                | Chefadjutant                   |
| OR-9                                      | Luogotenente               |           | Oberstabsfeldwebel (Feldwebelleutnant) | Vizeleutnant                | Chefadjutant                   |
| OR-9                                      | Primo Maresciallo          |           | Oberstabsfeldwebel                     | Vizeleutnant                | Hauptadjutant                  |
| OR-9                                      | Maresciallo Capo           |           | Oberstabsfeldwebel                     | Vizeleutnant                | Stabsadjutant                  |
| OR-8                                      | Maresciallo Ordinario      |           | Stabsfeldwebel                         | Oberstabswachtmeister       | Adjutant Unteroffizier         |
| OR-8                                      | Maresciallo                |           | Stabsfeldwebel                         | Oberstabswachtmeister       | Adjutant Unteroffizier         |
| Ruolo sergenti – Sergeanten               |                            |           |                                        |                             |                                |
| OR-7                                      | Sergente Maggiore Aiutante |           | Hauptfeldwebel                         | Stabswachtmeister           | Hauptfeldweibel, Fourier       |
| OR-7                                      | Sergente Maggiore Capo     |           | Hauptfeldwebel                         | Stabswachtmeister           | Hauptfeldweibel, Fourier       |
| OR-6                                      | Sergente Maggiore          |           | Oberfeldwebel, Feldwebel               | Oberwachtmeister            | Feldweibel                     |
| OR-5                                      | Sergente                   |           | Stabsunteroffizier, Unteroffizier      | Wachtmeister                | Oberwachtmeister, Wachtmeister |

Die Unteroffiziere teilen sich in zwei Dienstgradgruppen. Die Marescialli sind mit den deutschen Unteroffizieren mit Portepee vergleichbar, die Sergeanten mit den Unteroffizieren ohne Portepee, auch wenn Letztere Teile der deutschen Feldwebeldienstgrade mit abdecken. Früher konnte man mit einem Volksschulabschluss nach etwa acht Jahren in den Dienstgraden Sergente und Sergente Maggiore (zum Beispiel als stellvertretender Zugführer) seinen Weg als Portepee-Unteroffizier fortsetzen. Mitte der 1990er Jahre wurden die beiden Dienstgradgruppen voneinander abgekoppelt. Zivilisten mit Hochschulreife können sich seitdem für einen Direkteinstieg in die Maresciallo-Laufbahn bewerben. Die Ausbildung findet an der Unteroffiziersschule in Viterbo statt. Daneben ist dort in Zusammenarbeit mit der Universität Tuscia ein dreijähriger Bachelor-Studiengang in Wirtschafts- und Organisationswissenschaften zu absolvieren. In der Regel erfolgt nach dem Ende des zweiten Ausbildungsjahres die Beförderung zum Maresciallo, nach zwei weiteren Jahren die zum Maresciallo Ordinario. Diese Portepee-Unteroffiziere übernehmen als Zugführer und Spezialisten Aufgaben, die früher fast ausschließlich Offizieren vorbehalten waren. Aus diesem Grund werden sie oft mit Warrant Officers verglichen oder tauchen als solche in NATO-Rangcodes und Pressemeldungen auf. Italien kennt jedoch keine Laufbahn zwischen den Unteroffizieren und den Offizieren, es gibt auch keinen Warrant oder sonstige Patente des Staatsoberhaupts, die einen offizierähnlichen Status verleihen. Um diesen Umständen Rechnung zu tragen, wurden den Maresciallo-Dienstgraden die NATO-Rangcodes OR-8 und OR-9 zugeteilt, nicht jedoch die Codes WO 1 bis 5.
Im Zug der Laufbahnreform wurden die Maresciallo-Dienstgrade wie folgt umbenannt:
| Alter Dienstgrad        | Neuer Dienstgrad      | Deutsches Äquivalent | Österreichisches Äquivalent | Schweizer Äquivalent   |
| ----------------------- | --------------------- | -------------------- | --------------------------- | ---------------------- |
| Aiutante di Battaglia   | Luogotenente          | Oberstabsfeldwebel   | Vizeleutnant                | Chefadjutant           |
| (Aiutante di Battaglia) | Primo Maresciallo     | Oberstabsfeldwebel   | Vizeleutnant                | Hauptadjutant          |
| Maresciallo Maggiore    | Maresciallo Capo      | Oberstabsfeldwebel   | Vizeleutnant                | Stabsadjutant          |
| Maresciallo Capo        | Maresciallo Ordinario | Stabsfeldwebel       | Oberstabswachtmeister       | Adjutant Unteroffizier |
| Maresciallo Ordinario   | Maresciallo           | Stabsfeldwebel       | Oberstabswachtmeister       | Adjutant Unteroffizier |

Vor der Reform waren nach STANAG 2116 die unteren drei Maresciallo-Dienstgrade dem deutschen Hauptfeldwebel gleichgestellt, der Aiutante di Battaglia, ein nur in Kriegszeiten vergebener Dienstgrad, dem Stabs- und Oberstabsfeldwebel. Vor der Reform der Abzeichen im Jahr 1973 wurden die Streifen auf den Schulterklappen vertikal getragen.
Die Sergeanten, die um einen Dienstgrad aufgestockt wurden (Sergente Maggiore Capo), sind zwar weiterhin Unteroffiziere, bilden jedoch de facto mit den Mannschaften und den Chargen eine Gruppe und sind deren Laufbahnziel. Ein Aufstieg in die gehobene Unteroffizierslaufbahn ist bei Bewährung und Bestehen eines Auswahlverfahrens möglich. In diesem Fall wird die weitere Ausbildung verkürzt.

### Chargen
| NATO-Rangcode | Italienischer Dienstgrad | Abzeichen | Deutsches Äquivalent | Österreichisches Äquivalent | Schweizer Äquivalent |
| ------------- | ------------------------ | --------- | -------------------- | --------------------------- | -------------------- |
| OR-4          | Graduato Aiutante        |           | Stabskorporal        | Zugsführer                  | Korporal             |
| OR-4          | Primo Graduato           |           | Korporal             | Zugsführer                  | Korporal             |
| OR-4          | Graduato Capo            |           | Oberstabsgefreiter   | Zugsführer                  | Korporal             |
| OR-4          | Graduato Scelto          |           | Stabsgefreiter       | Zugsführer                  | Korporal             |
| OR-4          | Graduato                 |           | Stabsgefreiter       | Zugsführer                  | Korporal             |

Die aus dem österreichischen Militär stammende Bezeichnung Chargen steht hier für die 2022 geschaffene eigenständige Laufbahngruppe der graduati. Diese bildete davor eine Dienstgradgruppe innerhalb der Mannschaften, wobei die Dienstgrade grundsätzlich die Bezeichnung caporale (Korporal) mit verschiedenen Zusätzen hatten, was dann im Zug der Verselbständigung durch den graduato ersetzt wurde. Diese Laufbahngruppe ist für Berufssoldaten bestimmt, die (noch) nicht Unteroffiziere sind, wobei sie besoldungsrechtlich dennoch deren Status haben. Eine Beförderung zum Unteroffizier ohne Portepee ist möglich und auch das Laufbahnziel.

### Mannschaften
| NATO-Rangcode | Italienischer Dienstgrad | Abzeichen | Deutsches Äquivalent          | Österreichisches Äquivalent | Schweizer Äquivalent |
| ------------- | ------------------------ | --------- | ----------------------------- | --------------------------- | -------------------- |
| OR-3          | Caporalmaggiore          |           | Hauptgefreiter, Obergefreiter | Korporal                    | (Ober)gefreiter      |
| OR-2          | Caporale                 |           | Gefreiter                     | Gefreiter                   | Soldat               |
| OR-1          | Soldato                  |           | Soldat                        | Rekrut                      | Rekrut               |

Der Dienstgrad Soldato ist hier wie in anderen Heeren nur eine Sammelbezeichnung für die untersten Dienstgrade der verschiedenen Waffengattungen. Ersetzt wird er beispielsweise durch Alpino, Bersagliere oder Granatiere, also Gebirgsjäger, Schütze oder Grenadier.
Lange Zeit kannte man im italienischen Heer nur vier Mannschafts- und Chargendienstgrade: Soldato (siehe oben), Soldato Scelto (etwa „Obersoldat“), Caporale (Gefreiter) und Caporale Maggiore (Obergefreiter, Hauptgefreiter). Mit Einführung der Berufsarmee wurde ein Dienstgrad abgeschafft (Soldato Scelto) und zunächst fünf neue Mannschaftsdienstgrade (einschließlich des mittlerweile wieder abgeschafften Caporale Scelto) eingeführt. Man hielt dies als Leistungsanreiz für längerdienende Freiwillige und Berufssoldaten für angebracht. Dadurch kam es de facto zur Bildung von zwei Dienstgradgruppen. Für Freiwillige mit kürzerer Verpflichtungszeit waren und sind die unteren drei Dienstgrade vorgesehen, welche die Gruppe der militari di truppa oder der Mannschaften im engeren Sinn bildeten. Berufssoldaten waren die oberen Korporals-Dienstgrade vorbehalten, die unter der Bezeichnung graduati zusammengefasst und 2022 als eigenständige Laufbahngruppe verselbständigt wurden.  Zeitsoldaten, die nach ihrer Verpflichtungszeit zu den Carabinieri oder vergleichbaren Organisationen wechseln, müssen dort wieder beim untersten Mannschaftsdienstgrad anfangen. Dieser steht jedoch in jeder Hinsicht auf einer Stufe mit dem Graduato des Heeres.

### Uniform: Farben und Embleme

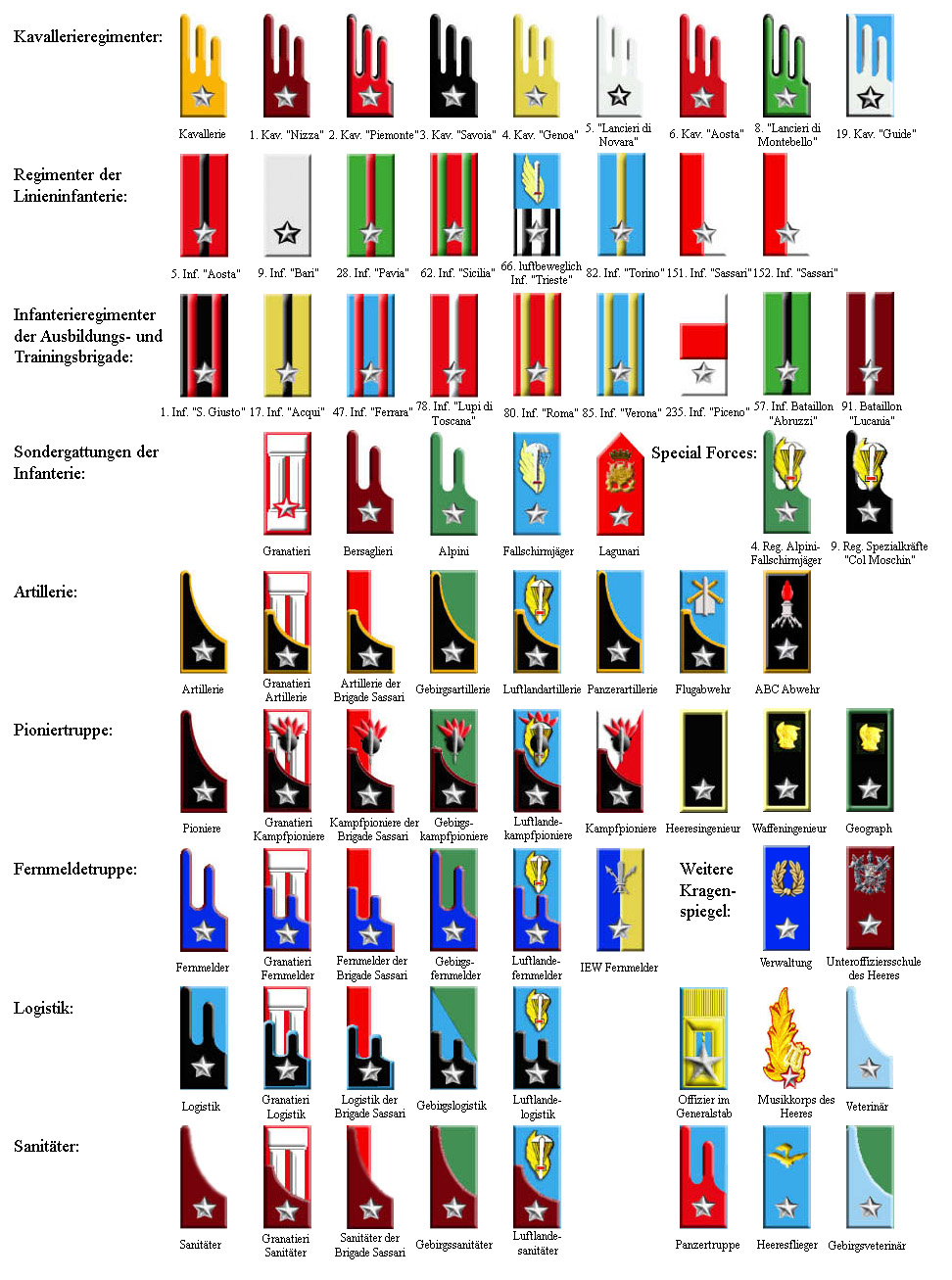
Kragenspiegel des italienischen Heeres.

Italienische Militärpersonen (also auch Angehörige von Polizeitruppen mit Kombattantenstatus) tragen als Zeichen ihrer Zugehörigkeit zu den Streitkräften zwei Sterne am Kragen (sogenannte Aktivitätssterne). Beim Heer sind diese am Dienstanzug in die beiden Kragenspiegel integriert, soweit Letztere vorhanden sind. Bei den Carabinieri (silberne litzenförmige Kragenspiegel bzw. Ornamente bei Offizieren) und bei der Guardia di Finanza (gelbe Kragenspiegel in Flammenzungenform) ist dies beim Dienstanzug immer der Fall.
Die Zugehörigkeit zu einer Waffengattung (evtl. inkl. des Regiments) zeigt sich grundsätzlich durch das Emblem auf der Kopfbedeckung und durch die Kragenspiegel. Generäle führen anstatt des Emblems ein aus römischer Zeit stammendes stilisiertes Feldzeichen auf der Kopfbedeckung und haben beim Heer keine Kragenspiegel. Die Barettfarbe ist beim Heer unabhängig von den Waffenfarben in aller Regel schwarz, Ausnahmen hiervon bilden die Fallschirmjäger (bordeauxrot), die Spezialkräfte (graugrün), die Lagunari (lagunengrün), die Heeresflieger und die luftbeweglichen Truppen (blau). Grenadiere, Alpini, Bersaglieri sowie die Angehörigen des „Artillerieregiments zu Pferde“ haben (u. U.) besondere Kopfbedeckungen.
Die Kragenspiegel des italienischen Heeres können recht komplexe Züge annehmen. Sie haben entweder eine rechteckige Form und/oder die von stilisierten Feuerzungen (in Anlehnung an die weit verbreiteten Granatembleme). Die Farbe der Infanterie ist grundsätzlich scharlachrot (flammenförmige Kragenspiegel mit zwei Zungen). Die Regimenter der (mechanisierten) „Linieninfanterie“ haben eigene Farben (in rechteckigen Kragenspiegeln ohne Zungen), die sie von den Brigaden geerbt haben, denen sie bis 1919 angehörten. Der Kragenspiegel der Grenadiere sieht dem der bundesdeutschen Artillerie zum Verwechseln ähnlich. Die Kragenspiegel der Bersaglieri sind karmesinrot, die der Alpini grün, die der Fallschirmjäger hellblau, die der Lagunari scharlachrot. Die Angehörigen der Kavallerie haben, soweit sie nicht einzelnen Regimentern angehören, orangefarbene Kragenspiegel, die hier stets Flammenform mit drei Zungen haben. Die Regimenter der Linie haben wiederum eigene Farben. Die Farbe der heute zur Kavallerie gehörenden Panzertruppe ist blau-rot (rechteckige Form mit zwei roten Zungen vor blauem Hintergrund). Die Waffenfarbe der Artillerie (inkl. Flugabwehr und ABC-Abwehr) und der Pioniertruppe ist schwarz. Hier ist auf den rechteckigen Kragenspiegeln neben der schwarzen Farbe (eine Zunge mit gelbem Rand bei der Artillerie, mit karmesinrotem Rand bei den Pionieren) in einigen Fällen die Farbe der Waffengattung zu sehen, die der jeweilige Artillerie- oder Pionierverband unterstützt (z. B. schwarz-grün: Gebirgsartillerie, schwarz-blau: Luftlandepioniere; z. T. auch schwarz mit den Farben des übergeordneten Großverbands). Die Kampfpioniere (genio guastatori) haben auf ihren Kragenspiegeln zusätzlich eine stilisierte Granate mit einem Gladius. Dieses Mischverfahren findet auch bei der Fernmeldetruppe (zwei blaue Zungen mit rotem Rand), im Bereich der Logistik (zwei schwarze Feuerzungen mit blauem Rand) und des Sanitätswesens (eine rote Zunge; bei den Veterinären hellblau) Anwendung. Das Personal des Verwaltungsbereichs hat rechteckige, komplett in blau gehaltene Kragenspiegel. Die der Ingenieure des Heeres sind komplett schwarz, haben jedoch teilweise besondere Abzeichen, die auf spezielle Aufgabenbereiche hinweisen. Die Heeresflieger haben hellblaue Kragenspiegel auf denen auch das Emblem dieser Truppe zu sehen ist. Die Kragenspiegel der Offiziere im Generalstabsdienst haben ein rechteckiges goldenes Emblem vor blauem Hintergrund.
Bei Marine und Luftwaffe kennt man keine Kragenspiegel, sondern nur Tätigkeitsabzeichen oder kleinere Variationen bei anderen Abzeichen (etwa Tätigkeitsabzeichen über dem Dienstgradabzeichen von Mannschaften und Unteroffizieren bei der Marine).

## Marine

### Offiziere
| NATO-Rangcode                                                           | Italienischer Dienstgrad                          | Ärmeltressen | Schulterklappen | Deutsches Äquivalent                                      | Angelsächsisches Äquivalent                       |
| ----------------------------------------------------------------------- | ------------------------------------------------- | ------------ | --------------- | --------------------------------------------------------- | ------------------------------------------------- |
| Ufficiali ammiragli – Admirale                                          |                                                   |              |                 |                                                           |                                                   |
| OF-9                                                                    | Ammiraglio                                        |              |                 | Admiral                                                   | Admiral                                           |
| OF-8                                                                    | Ammiraglio di Squadra (Ammiraglio Ispettore Capo) |              |                 | Vizeadmiral                                               | Vice Admiral                                      |
| OF-7                                                                    | Ammiraglio di Divisione (Ammiraglio Ispettore)    |              |                 | Konteradmiral                                             | Rear Admiral (Upper Half)                         |
| OF-6                                                                    | Contrammiraglio                                   |              |                 | Flottillenadmiral                                         | Commodore (RN) Rear Admiral (Lower Half) (USN)    |
| Ufficiali superiori – Stabsoffiziere                                    |                                                   |              |                 |                                                           |                                                   |
| OF-5                                                                    | Capitano di Vascello                              |              |                 | Kapitän zur See                                           | Captain                                           |
| OF-4                                                                    | Capitano di Fregata                               |              |                 | Fregattenkapitän                                          | Commander                                         |
| OF-3                                                                    | Capitano di Corvetta                              |              |                 | Korvettenkapitän                                          | Lieutenant Commander                              |
| Ufficiali inferiori – Hauptleute und (als Subalternoffiziere) Leutnante |                                                   |              |                 |                                                           |                                                   |
| OF-2                                                                    | Primo Tenente di Vascello                         |              |                 | Stabskapitänleutnant                                      | -                                                 |
| OF-2                                                                    | Tenente di Vascello                               |              |                 | Kapitänleutnant (eigentlich „Leutnant zur See“)           | Lieutenant                                        |
| OF-1                                                                    | Sottotenente di Vascello                          |              |                 | Oberleutnant zur See (eigentlich „Unterleutnant zur See“) | Sub-Lieutenant (RN) Lieutenant Junior Grade (USN) |
| OF-1                                                                    | Guardiamarina                                     |              |                 | Leutnant zur See                                          | Midshipman (RN) Ensign (USN)                      |

Die Offizieranwärter der Accademia Navale sind zunächst zwei Jahre lang Kadetten, im dritten Ausbildungsjahr haben sie den Dienstgrad Aspirante Guardiamarina, der mit dem deutschen Fähnrich und Oberfähnrich zur See oder auch mit dem angelsächsischen Midshipman verglichen werden kann. Wie im Fall des amerikanischen Ensign zählt der Dienstgrad Guardiamarina zwar zu den Offizieren, findet aber im Allgemeinen nur in den letzten beiden Ausbildungsjahren Anwendung. Nach Abschluss der fünfjährigen Offizierausbildung erfolgt die Beförderung zum Sottotenente di Vascello (Oberleutnant zur See). Die wörtliche Übersetzung lautet „Linienschiffsunterleutnant“, darauf folgt der „Linienschiffsleutnant“ (Tenente di Vascello, Kapitänleutnant). Der relativ selten vergebene Dienstgrad Primo Tenente di Vascello (Stabskapitänleutnant) ist neueren Datums. Der Capitano di Vascello (Kapitän zur See) ist eigentlich ein „Linienschiffskapitän“.
In der italienischen Marine gab es bis zum Ersten Weltkrieg einen Viceammiraglio (Vizeadmiral). Nachdem man beim Heer mit dem Brigadegeneral einen vierten Generalsrang eingeführt hatte, suchte die Marine nach einer ähnlichen Lösung. Eine Abrundung nach unten durch einen Kommodore oder einen Flottillenadmiral erfolgte schließlich nicht. Stattdessen wurde der Vizeadmiral aufgespalten in einen „Divisionsadmiral“ (Ammiraglio di Divisione) (OF-7) und einen „Geschwaderadmiral“ (Ammiraglio di Squadra) (OF-8). Auf vergleichbare Weise ging auch die französische Marine vor. Direkte Vergleiche mit deutschen und angelsächsischen Admiralsrängen sind wegen der terminologischen Inkongruenzen eigentlich nicht möglich. Auf internationaler Ebene richtet sich die italienische Marine nach dem System der US Navy: der Contrammiraglio entspricht dem Rear Admiral (Lower Half), der Ammiraglio di Divisione dem Rear Admiral (Upper Half), der Ammiraglio di Squadra dem Vice Admiral.
Bis 1997 war der „Vizeadmiral (Amm. Sq.) in besonderer Dienststellung“ mit seinem vierten funktionalen, rot umrandeten Stern beziehungsweise Streifen der höchste Rang der italienischen Marine. In der Regel hat ihn auch heute nur der Chef des Admiralstabs, der Befehlshaber des Einsatzführungskommandos der Streitkräfte und der Generalsekretär des Verteidigungsministeriums (wenn von der Marine). Auch war und ist er für hohe NATO-Posten vorgesehen. Mit der Reform des Generalstabs der italienischen Streitkräfte wurde wieder ein („richtiger“) Viersternegeneral eingeführt und damit auch der Dienstgrad Admiral (OF-9). Letzterer ist dem Generalstabschef der Streitkräfte vorbehalten, sofern er von der Marine kommt. Den Dienstgrad Großadmiral gab es nur während des Faschismus.

Vizeadmiral in besonderer Dienststellung (OF-8)
Kommandozeichen des Admiralstabschefs (OF-8)
Kommandozeichen eines Vizeadmirals (OF-8)
Offizieranwärter (Aspirante Guardiamarina)
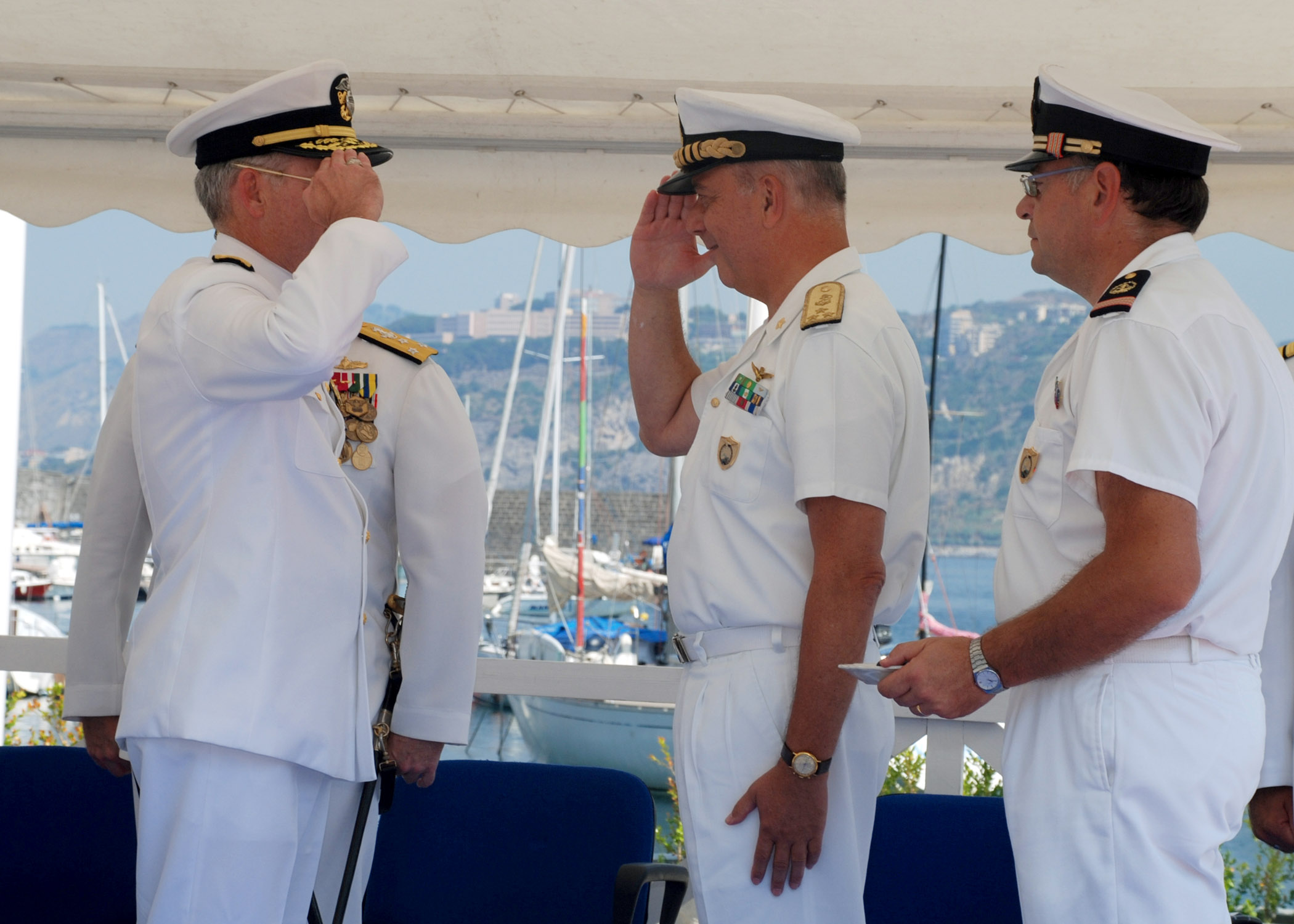
Mitte: Italienischer Vizeadmiral
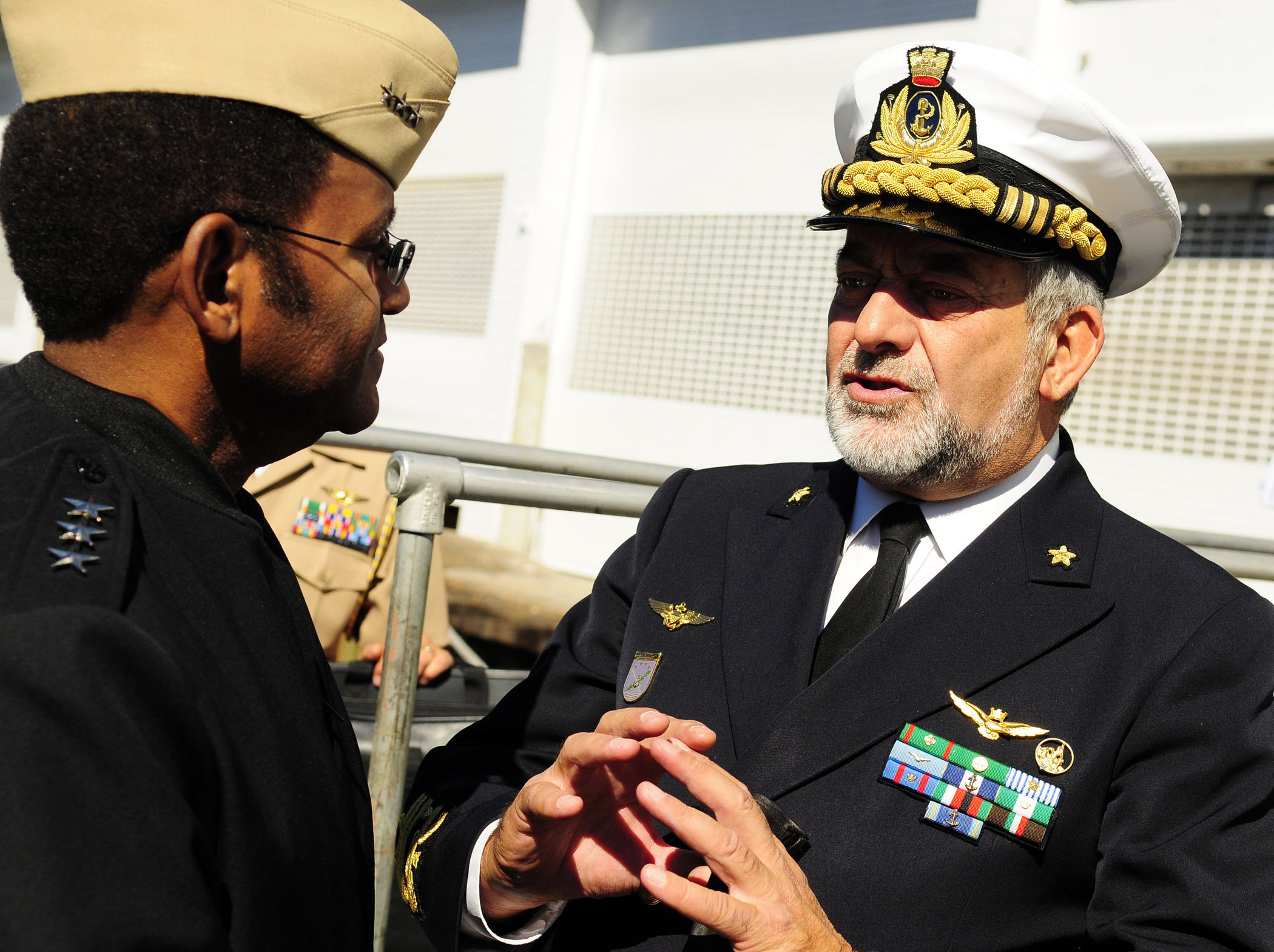
Der ehemalige Befehlshaber der Flotte, Vizeadmiral Giovanni Lertora
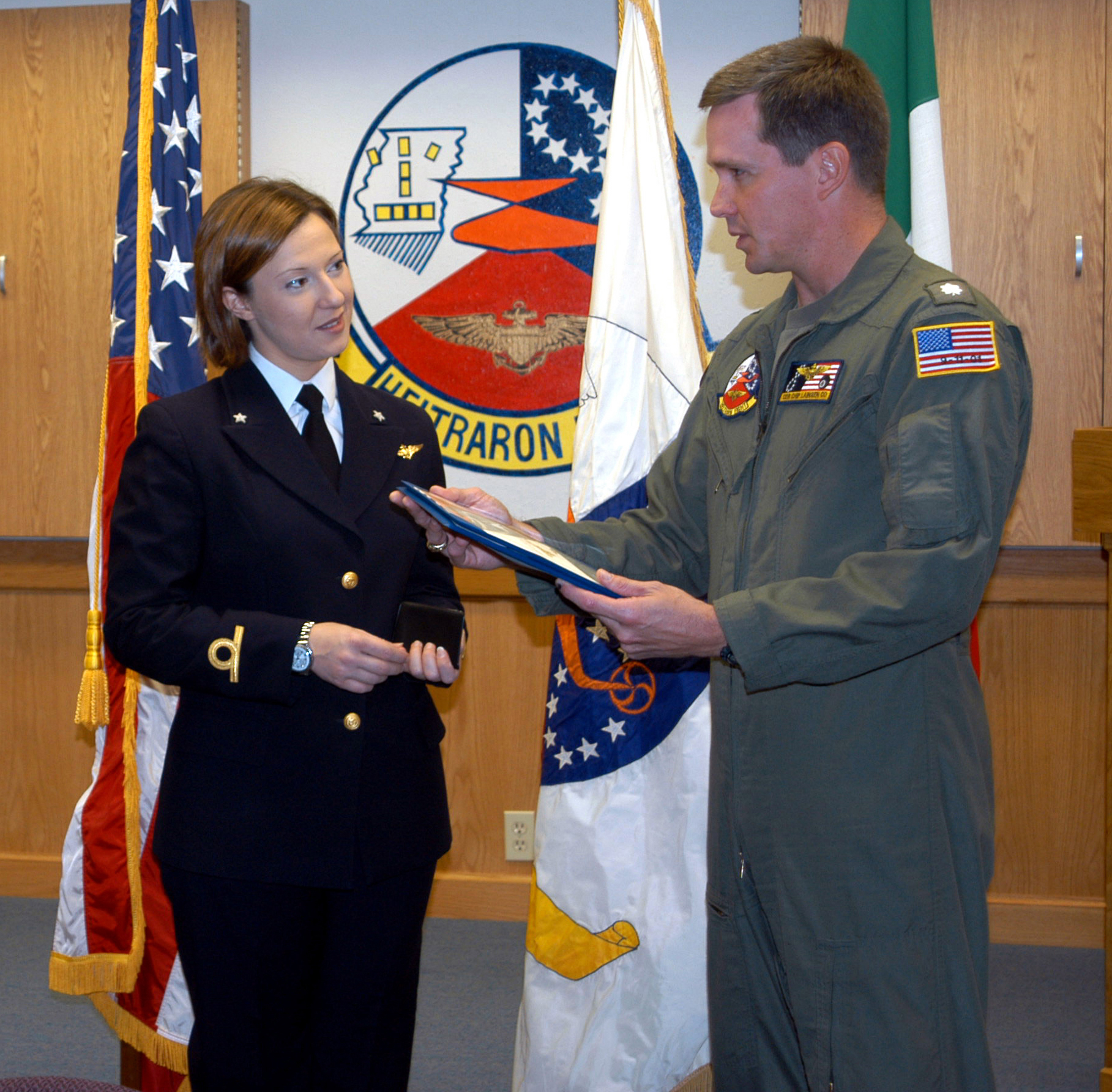
Weiblicher Guardiamarina in Ausbildung bei der US Navy

Bei den italienischen Admiralsdienstgraden gibt es zwei Ausnahmen. Admirale des Sanitätsdienstes, der Marineingenieure, der technischen und administrativen Bereiche sowie der Küstenwache haben statt der Bezeichnungen Ammiraglio di Divisione und Ammiraglio di Squadra die Bezeichnungen Ammiraglio Ispettore und Ammiraglio Ispettore Capo. Die Stabs- und Subalternoffiziere der Marineingenieure trugen bis 1973 bei Beibehaltung ihrer obigen Dienstgradabzeichen Heeresdienstgrade mit dem Zusatz GN (Genio Navale). Die Ränder der Dienstgradabzeichen der Offiziere haben je nach Zugehörigkeit zu den verschiedenen Truppengattungen oder Diensten unterschiedliche Farben.

Marineingenieure (rot)
Waffendienst (braun)
Sanitätsdienst (blau)
Apotheker (dunkelgrün)

Neben den hier dargestellten verschiedenfarbigen Rändern der Dienstgradabzeichen gibt es noch einige andere. Beim seemännischen Dienst, beim Führungsdienst und bei den Marinefliegern ist der Rand schwarz, bei der Küstenwache hellgrün, bei den Militärgeistlichen violett.

### Unteroffiziere
| NATO-Rangcode                             | Italienischer Dienstgrad | Abzeichen | Deutsches Äquivalent     | US-amerikanisches Äquivalent           |
| ----------------------------------------- | ------------------------ | --------- | ------------------------ | -------------------------------------- |
| Ruolo marescialli – Höhere Unteroffiziere |                          |           |                          |                                        |
| OR-9                                      | Primo Luogotenente       |           | Oberstabsbootsmann       | Fleet/Force Master Chief Petty Officer |
| OR-9                                      | Luogotenente             |           | Oberstabsbootsmann       | Fleet/Force Master Chief Petty Officer |
| OR-9                                      | Primo Maresciallo        |           | Oberstabsbootsmann       | Command Master Chief Petty Officer     |
| OR-9                                      | Capo di 1ª classe        |           | Oberstabsbootsmann       | Master Chief Petty Officer             |
| OR-8                                      | Capo di 2ª classe        |           | Stabsbootsmann           | Senior Chief Petty Officer             |
| OR-8                                      | Capo di 3ª classe        |           | Stabsbootsmann           | Senior Chief Petty Officer             |
| Ruolo sergenti – Sergeanten               |                          |           |                          |                                        |
| OR-7                                      | Secondo Capo Aiutante    |           | Hauptbootsmann           | Chief Petty Officer                    |
| OR-7                                      | Secondo Capo Scelto      |           | Hauptbootsmann           | Chief Petty Officer                    |
| OR-6                                      | Secondo Capo             |           | Oberbootsmann, Bootsmann | Petty Officer First Class              |
| OR-5                                      | Sergente                 |           | Obermaat, Maat           | Petty Officer Second Class             |

Während in den anderen Teilstreitkräften für Unteroffiziere mit Portepee die Bezeichnung Maresciallo mit verschiedenen Zusätzen Verwendung findet, ist bei der Marine für die jeweiligen Äquivalente die Bezeichnung Capo (etwa „Chef“ oder „Chief“) üblich. Die drei höchsten hier angegebenen Unteroffiziersdienstgrade wurden im Zug von Laufbahnreformen erst vor einigen Jahren eingeführt, eigenartigerweise in der Form der anderen Teilstreitkräfte. Dies entspricht dem Trend, die eher weniger bekannten Unteroffiziersdienstgrade der Marine mit denen anderer Teilstreitkräfte in Verbindung zu bringen. Mit den Laufbahnreformen wurde auch der Dienstgrad Secondo Capo scelto eingeführt, der zu den Unteroffizieren ohne Portepee gehört.
Mitte der 1990er Jahre wurden die beiden Dienstgradgruppen voneinander abgekoppelt. Zivilisten mit Hochschulreife können sich seitdem für einen Direkteinstieg in die Portepeeunteroffizier-Laufbahn bewerben. Neben der militärischen Ausbildung (unter anderem auf dem Segelschulschiff Palinuro) ist ein dreijähriger Bachelor-Studiengang zu absolvieren. In der Regel erfolgt am Ende des zweiten Ausbildungsjahres die Beförderung zum Capo di 3ª Classe, nach zwei weiteren Jahren die zum Capo 2ª Classe. Diese Portepee-Unteroffiziere übernehmen Führungs- und Fachaufgaben, die früher fast ausschließlich Offizieren vorbehalten waren. Aus diesem Grund werden sie oft mit Warrant Officers verglichen oder tauchen als solche in NATO-Rangcodes und Pressemeldungen auf. Italien kennt jedoch keine Laufbahn zwischen den Unteroffizieren und den Offizieren, es gibt auch keinen Warrant oder sonstige Patente des Staatsoberhaupts, die einen offizierähnlichen Status verleihen. Um diesen Umständen Rechnung zu tragen, wurden den Portepeeunteroffizieren die NATO-Rangcodes OR-8 und OR-9 zugeteilt, nicht jedoch die Codes WO 1 bis 5.
Die Unteroffiziere ohne Portepee sind das Laufbahnziel der Chargen und Mannschaften. Ein Aufstieg in die gehobene Unteroffizierslaufbahn ist bei Bewährung und Bestehen eines Auswahlverfahrens möglich. In diesem Fall wird die weitere Ausbildung verkürzt.
Unteroffiziere mit und ohne Portepee haben die Möglichkeit, sich für die besondere Laufbahn der Fachoffiziere (ruolo speciale) zu bewerben, welche in etwa dem deutschen militärfachlichen Dienst entspricht. Voraussetzungen für die Teilnahme am Auswahlverfahren sind herausragende Leistungen, die Hochschulreife, eine bestimmte Mindestdienstzeit und ein Höchstalter von 34 Jahren. Sehr selten ist die spätere Übernahme als Truppendienst-Offizier (ruolo normale).

### Chargen
| NATO-Rangcode | Italienischer Dienstgrad | Abzeichen | Deutsches Äquivalent | US-amerikanisches Äquivalent |
| ------------- | ------------------------ | --------- | -------------------- | ---------------------------- |
| OR-4          | Sottocapo aiutante       |           | Stabskorporal        | Petty Officer Third Class    |
| OR-4          | Sottocapo scelto         |           | Korporal             | Petty Officer Third Class    |
| OR-4          | Sottocapo di 1ª classe   |           | Oberstabsgefreiter   | Petty Officer Third Class    |
| OR-4          | Sottocapo di 2ª classe   |           | Stabsgefreiter       | Petty Officer Third Class    |
| OR-4          | Sottocapo di 3ª classe   |           | Stabsgefreiter       | Petty Officer Third Class    |

Diese seit 2022 bestehende selbständige Laufbahngruppe war zuvor als Dienstgradgruppe Teil der Mannschaften. Der in Österreich übliche Begriff Chargen wird hier zur Übersetzung des italienischen graduato benutzt. Diese Laufbahngruppe ist für Berufssoldaten bestimmt, die (noch) nicht Unteroffiziere sind, wobei sie besoldungsrechtlich dennoch deren Status haben. Eine Beförderung zum Unteroffizier ohne Portepee ist möglich und auch das Laufbahnziel.

### Mannschaften
| NATO-Rangcode | Italienischer Dienstgrad | Abzeichen | Deutsches Äquivalent          | US-amerikanisches Äquivalent |
| ------------- | ------------------------ | --------- | ----------------------------- | ---------------------------- |
| OR-3          | Comune scelto            |           | Hauptgefreiter, Obergefreiter | Seaman                       |
| OR-2          | Comune di 1ª classe      |           | Gefreiter                     | Seaman Apprentice            |
| OR-1          | Comune di 2ª classe      |           | Matrose                       | Seaman recruit               |

Die italienische Marine kannte zu Zeiten der Wehrpflicht nur drei Mannschafts- und Chargendienstgrade, die hier unter Mannschaften gelistet sind (wobei der comune scelto damals sottocapo hieß). Im Zug der Aussetzung der Wehrpflicht und der Laufbahnreformen wurden zusätzliche Chargendienstgrade eingeführt, um Zeit- und Berufssoldaten Leistungsanreize zu verschaffen. Die Zunahme der Dienstgrade führte 2022 schließlich zu einer Verselbständigung der oberen Dienstgrade in der Dienstgradgruppe der graduati, für die in Österreich der Begriff Chargen existiert.
Die drei Mannschaftsdienstgrade sind für Zeitsoldaten vorgesehen, für Berufssoldaten die folgenden Chargen-Dienstgrade, das Laufbahnziel sind insgesamt die oben genannten Unteroffiziere ohne Portepee, wobei ein weiterer Aufstieg unter den bereits erwähnten Voraussetzungen möglich ist.
Nach altem Brauch werden in der Marine die Gefreiten und die Matrosen als „Gemeine“ bezeichnet. Die Matrosen haben wie die vergleichbaren Dienstgrade der anderen Teilstreitkräfte (Soldat, Flieger) kein Dienstgradabzeichen, sondern in der Regel nur ein Tätigkeits- oder Funktionsabzeichen (siehe Verwendungsreihe). Diese Funktionsabzeichen ergänzen in der Regel auch bei den Chargen und Unteroffizieren das Dienstgradabzeichen. Nachstehend eine Auswahl:

Systemspezialist
Steuermann
Helmtaucher
Kampfschwimmer
Elektromechaniker
Waffentechniker
Maschinist
Sanitäter
Musiker
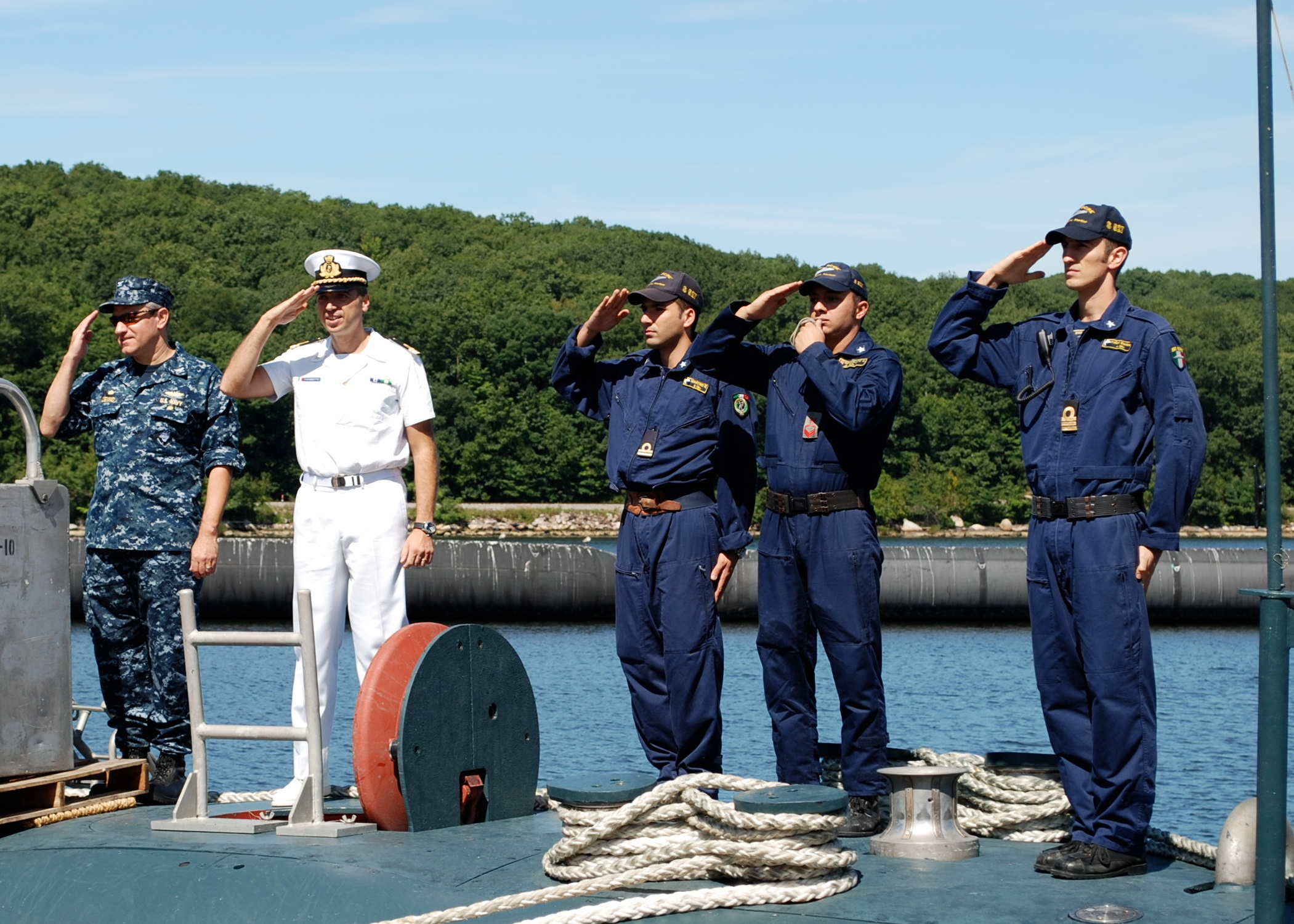
Italienische U-Boot-Fahrer (links US Navy)

## Luftwaffe

### Offiziere
| NATO-Rangcode                                                           | Italienischer Dienstgrad                            | Abzeichen | Deutsches Äquivalent                 | Österreichisches Äquivalent | Schweizer Äquivalent         |
| ----------------------------------------------------------------------- | --------------------------------------------------- | --------- | ------------------------------------ | --------------------------- | ---------------------------- |
| Ufficiali generali – Generale                                           |                                                     |           |                                      |                             |                              |
| OF-9                                                                    | Generale                                            |           | General                              | General                     | General (Kriegsmobilmachung) |
| OF-8                                                                    | Generale di Squadra Aerea (Generale Ispettore Capo) |           | Generalleutnant                      | Generalleutnant             | Korpskommandant              |
| OF-7                                                                    | Generale di Divisione Aerea (Generale Ispettore)    |           | Generalmajor                         | Generalmajor                | Divisionär                   |
| OF-6                                                                    | Generale di Brigata Aerea (Brigadier Generale)      |           | Brigadegeneral                       | Brigadier                   | Brigadier                    |
| Ufficiali superiori – Stabsoffiziere                                    |                                                     |           |                                      |                             |                              |
| OF-5                                                                    | Colonnello                                          |           | Oberst                               | Oberst                      | Oberst                       |
| OF-4                                                                    | Tenente Colonnello                                  |           | Oberstleutnant                       | Oberstleutnant              | Oberstleutnant               |
| OF-3                                                                    | Maggiore                                            |           | Major                                | Major                       | Major                        |
| Ufficiali inferiori – Hauptleute und (als Subalternoffiziere) Leutnante |                                                     |           |                                      |                             |                              |
| OF-2                                                                    | Primo Capitano                                      |           | Stabshauptmann                       | -                           | -                            |
| OF-2                                                                    | Capitano                                            |           | Hauptmann                            | Hauptmann                   | Hauptmann                    |
| OF-1                                                                    | Tenente                                             |           | Oberleutnant (eigentlich „Leutnant“) | Oberleutnant                | Oberleutnant                 |
| OF-1                                                                    | Sottotenente                                        |           | Leutnant (eigentlich Unterleutnant)  | Leutnant                    | Leutnant                     |

Die Dienstgradabzeichen der Offiziere der italienischen Luftwaffe ähneln denen der Marine. Wie bei der Marine sind sie beim Dienstanzug an den Ärmeln zu sehen, beim kleinen Dienstanzug rücken sie auf die Schulterklappen, bei Overalls zusammen mit dem Geschwaderwappen auf die linke Brustseite. Die Dienstgradbezeichnungen entsprechen, von kleinen Modifikationen abgesehen, denen des Heeres. Die Dienstgrade werden auch hier zu drei Dienstgradgruppen zusammengefasst: Generale, Stabsoffiziere und eine Gruppe, in der die Hauptleute und Leutnante zusammengefasst sind. Der Dienstgrad Sottotenente bedeutet wörtlich Unterleutnant, der Tenente ist daher eigentlich Leutnant. Von wenigen Ausnahmen abgesehen findet der Unterleutnant nur bei Offizieren Anwendung, die sich im zweiten Abschnitt der Offizierausbildung befinden. Nach erfolgreichem Abschluss der Ausbildung folgt die Beförderung zum Tenente. Der Stabshauptmann (Primo Capitano) ist eine neuere Erfindung und wird nur sehr selten vergeben.
Piloten tragen zu ihrem Dienstgrad den Zusatz Pilota, Sanitätsoffiziere den Zusatz Medico. Generale in den Bereichen Sanitätswesen, technische Unterstützung, Logistik und Verwaltung führen unter bei Beibehaltung obiger Abzeichen folgende besondere Dienstgrade: Generale Ispettore Capo (Generalleutnant), Generale Ispettore (Generalmajor) und Brigadier Generale (Brigadegeneral). Die Bezeichnung der allgemeinen Generalsränge nach den Großverbänden, die die jeweiligen Generale befehligen können, ist beispielsweise auch in Frankreich üblich, mit dem Brigadegeneral ansatzweise auch in Deutschland und vielen anderen Staaten.
Wie im Fall des Heeres und der Marine wurden auch in der italienischen Luftwaffe nach dem Zweiten Weltkrieg die beiden höchsten Offiziersdienstgrade abgeschafft. Diese waren der „Luftmarschall“ (Maresciallo dell’Aria) (OF-10) und der Generale d’Armata Aerea (OF-9). Bis zur Reform des Generalstabs der Streitkräfte im Jahr 1997 blieb der „Generalleutnant in besonderer Dienststellung“ der höchste Rang. Neben seinen drei eigentlichen Streifen hat er einen sogenannten vierten funktionalen Streifen, der rot umrandet ist (OF-8). In der Regel handelt es sich dabei um den Generalstabschef der Luftwaffe, um den Befehlshaber des Einsatzführungskommandos der Streitkräfte oder den Generalsekretär des Verteidigungsministeriums (wenn von der Luftwaffe) oder um Generalleutnante, die bei der NATO oder in anderen Bereichen die Aufgaben eines Viersternegenerals übernehmen. Der 1997 eingeführte Dienstgrad Generale (OF-9) ist dem Generalstabschef der Streitkräfte vorbehalten. Wird Letzterer noch Vorsitzender des Militärausschusses der NATO oder der EU, kann es ausnahmsweise auch mehr als einen Viersternegeneral geben.

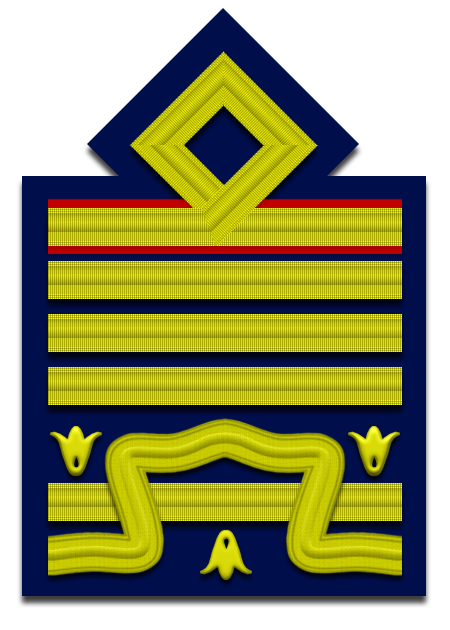
Generalleutnant in besonderer Dienststellung (OF-8)
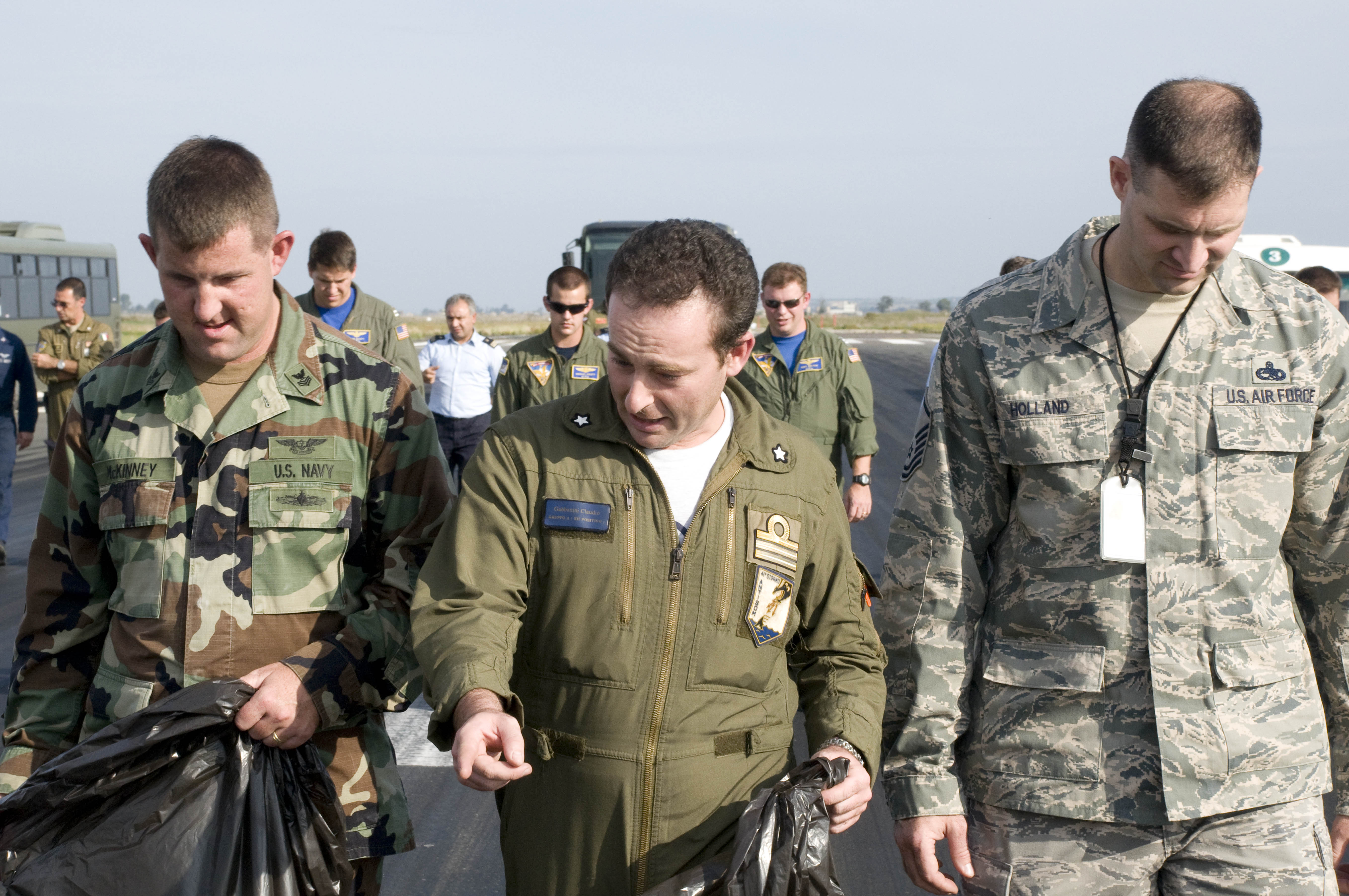
Mitte: Overall wie er auch von der ital. Luftwaffe verwendet wird (hier Marineflieger eines gemischten Verbandes in Sigonella)
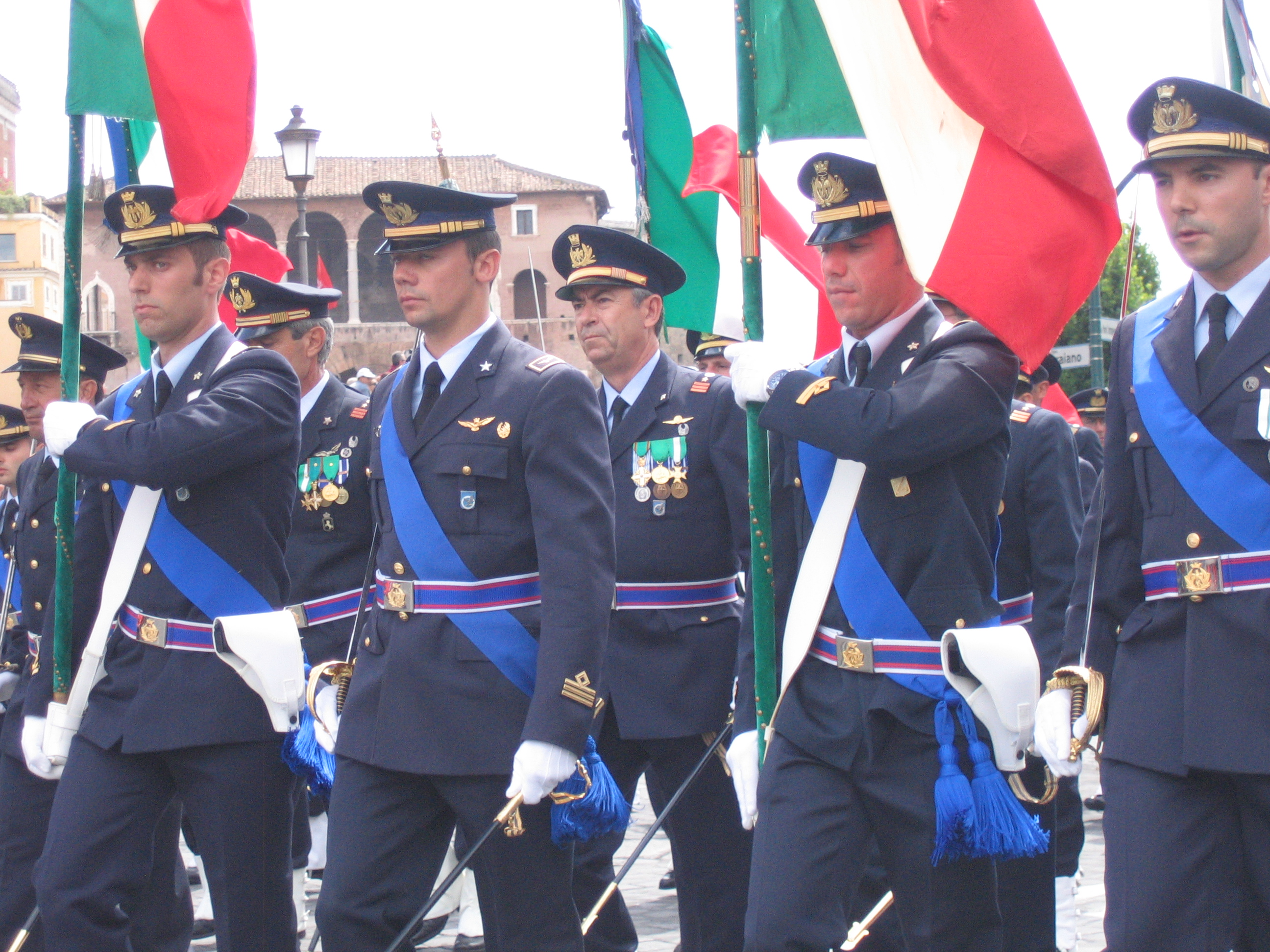
Luftwaffensoldaten in Paradeuniform

### Unteroffiziere
| NATO-Rangcode                             | Italienischer Dienstgrad   | Abzeichen | Deutsches Äquivalent                   | Österreichisches Äquivalent | Schweizer Äquivalent                 |
| ----------------------------------------- | -------------------------- | --------- | -------------------------------------- | --------------------------- | ------------------------------------ |
| Ruolo marescialli – Höhere Unteroffiziere |                            |           |                                        |                             |                                      |
| OR-9                                      | Primo Luogotenente         |           | Oberstabsfeldwebel (Feldwebelleutnant) | Vizeleutnant                | Chefadjutant                         |
| OR-9                                      | Luogotenente               |           | Oberstabsfeldwebel (Feldwebelleutnant) | Vizeleutnant                | Chefadjutant                         |
| OR-9                                      | Primo Maresciallo          |           | Oberstabsfeldwebel                     | Vizeleutnant                | Hauptadjutant                        |
| OR-9                                      | Maresciallo di 1ª Classe   |           | Oberstabsfeldwebel                     | Vizeleutnant                | Stabsadjutant                        |
| OR-8                                      | Maresciallo di 2ª Classe   |           | Stabsfeldwebel                         | Oberstabswachtmeister       | Adjutant Unteroffizier               |
| OR-8                                      | Maresciallo di 3ª Classe   |           | Stabsfeldwebel                         | Oberstabswachtmeister       | Adjutant Unteroffizier               |
| Ruolo sergenti – Sergeanten               |                            |           |                                        |                             |                                      |
| OR-7                                      | Sergente Maggiore Aiutante |           | Hauptfeldwebel                         | Stabswachtmeister           | Hauptfeldweibel, Fourier, Feldweibel |
| OR-7                                      | Sergente Maggiore Capo     |           | Hauptfeldwebel                         | Stabswachtmeister           | Hauptfeldweibel, Fourier, Feldweibel |
| OR-6                                      | Sergente Maggiore          |           | Oberfeldwebel, Feldwebel               | Oberwachtmeister            | Oberwachtmeister, Wachtmeister       |
| OR-5                                      | Sergente                   |           | Stabsunteroffizier, Unteroffizier      | Wachtmeister                | (Korporal)                           |

Die Unteroffiziere teilen sich in zwei Dienstgradgruppen. Die Marescialli sind mit den deutschen Unteroffizieren mit Portepee vergleichbar, die Sergeanten mit den Unteroffizieren ohne Portepee, auch wenn Letztere Teile der deutschen Feldwebeldienstgrade mit abdecken. Früher konnte man mit einem Volksschulabschluss nach etwa acht Jahren in den Dienstgraden Sergente und Sergente Maggiore seinen Weg als Portepee-Unteroffizier fortsetzen. Mitte der 1990er Jahre wurden die beiden Dienstgradgruppen voneinander abgekoppelt. Zivilisten mit Hochschulreife können sich seitdem für einen Direkteinstieg in die Maresciallo-Laufbahn bewerben. Die Ausbildung findet an der Unteroffiziersschule in Viterbo statt. Daneben ist dort in Kooperation mit der Universität Tuscia ein dreijähriger Bachelor-Studiengang zu absolvieren. In der Regel erfolgt am Ende des zweiten Ausbildungsjahres die Beförderung zum Maresciallo di 3ª Classe, nach zwei weiteren Jahren die zum Maresciallo di 2ª Classe. Auf Grund dieser Neuerungen werden die Marescialli oft mit Warrant Officers verglichen oder tauchen als solche in NATO-Rangcodes und Pressemeldungen auf. Italien kennt jedoch keine Laufbahn zwischen den Unteroffizieren und den Offizieren, es gibt auch keinen Warrant oder sonstige Patente des Staatsoberhaupts, die einen offizierähnlichen Status verleihen. Um diesen Umständen Rechnung zu tragen, wurden den Maresciallo-Dienstgraden die NATO-Rangcodes OR-8 und OR-9 zugeteilt, nicht jedoch die Codes WO 1 bis 5.
Vor der Reform waren nach STANAG 2116 die unteren drei Maresciallo-Dienstgrade dem deutschen Hauptfeldwebel gleichgestellt, der Aiutante di Battaglia, ein nur in Kriegszeiten vergebener Dienstgrad, dem Stabs- und Oberstabsfeldwebel. Anstelle des Aiutante di Battaglia wurden die beiden Dienstgrade Primo Maresciallo (Maresciallo Aiutante) und Luogotenente (Primo Maresciallo Luogotenente) eingeführt, später kam noch der Primo Luogotenente dazu (etwa Feldwebelleutnant).
Die Sergeanten, die um einen Dienstgrad aufgestockt wurden (Sergente Maggiore Capo), sind zwar weiterhin Unteroffiziere, bilden jedoch de facto mit den Mannschaften und Chargen eine Gruppe und sind deren Laufbahnziel. Ein Aufstieg in die gehobene Unteroffizierslaufbahn ist bei Bewährung und Bestehen eines Auswahlverfahrens möglich. In diesem Fall wird die weitere Ausbildung verkürzt.
Unteroffiziere mit und ohne Portepee haben die Möglichkeit, sich für die besondere Laufbahn der Fachoffiziere (ruolo speciale) zu bewerben, welche in etwa dem deutschen militärfachlichen Dienst entspricht. Voraussetzungen für die Teilnahme am Auswahlverfahren sind herausragende Leistungen, die Hochschulreife, eine bestimmte Mindestdienstzeit und ein Höchstalter von 34 Jahren. Sehr selten ist die spätere Übernahme als Truppendienst-Offizier (ruolo normale).

### Chargen
| NATO-Rangcode | Italienischer Dienstgrad | Abzeichen | Deutsches Äquivalent | Österreichisches Äquivalent | Schweizer Äquivalent |
| ------------- | ------------------------ | --------- | -------------------- | --------------------------- | -------------------- |
| OR-4          | Graduato Aiutante        |           | Stabskorporal        | Zugsführer                  | Korporal             |
| OR-4          | Primo Graduato           |           | Korporal             | Zugsführer                  | Korporal             |
| OR-4          | Primo Aviere Capo        |           | Oberstabsgefreiter   | Zugsführer                  | Korporal             |
| OR-4          | Primo Aviere Scelto      |           | Stabsgefreiter       | Zugsführer                  | Korporal             |
| OR-4          | Aviere Capo              |           | Stabsgefreiter       | Zugsführer                  | Korporal             |

Die aus dem österreichischen Militär stammende Bezeichnung Chargen steht hier für die 2022 geschaffene eigenständige Laufbahngruppe der graduati. Diese bildete davor eine Dienstgradgruppe innerhalb der Mannschaften, wobei die Dienstgrade grundsätzlich die Bezeichnung aviere („Flieger“) mit verschiedenen Zusätzen hatten, was dann im Zug der Verselbständigung teilweise (beim Heer ganz) durch den graduato ersetzt wurde. Diese Laufbahngruppe ist für Berufssoldaten bestimmt, die (noch) nicht Unteroffiziere sind, wobei sie besoldungsrechtlich dennoch deren Status haben. Eine Beförderung zum Unteroffizier ohne Portepee ist möglich und auch das Laufbahnziel.

### Mannschaften
| NATO-Rangcode | Italienischer Dienstgrad | Abzeichen      | Deutsches Äquivalent          | Österreichisches Äquivalent | Schweizer Äquivalent |
| ------------- | ------------------------ | -------------- | ----------------------------- | --------------------------- | -------------------- |
| OR-3          | Primo Aviere             |                | Hauptgefreiter, Obergefreiter | Korporal                    | Obergefreiter        |
| OR-2          | Aviere Scelto            |                | Gefreiter                     | Gefreiter                   | Soldat (Gefreiter)   |
| OR-1          | Aviere                   | kein Abzeichen | Flieger                       | Rekrut                      | Rekrut               |

Die italienische Luftwaffe kannte zu Zeiten der Wehrpflicht nur drei Mannschafts- und Chargendienstgrade, die hier unter Mannschaften gelistet sind. Im Zug der Aussetzung der Wehrpflicht und der Laufbahnreformen wurden zusätzliche Chargendienstgrade eingeführt, um Zeit- und Berufssoldaten Leistungsanreize zu verschaffen. Die Zunahme der Dienstgrade führte 2022 schließlich zu einer Verselbständigung der oberen Dienstgrade in der Dienstgradgruppe der graduati, für die in Österreich der Begriff Chargen existiert.
Die drei Mannschaftsdienstgrade sind für Zeitsoldaten vorgesehen, für Berufssoldaten die folgenden Chargen-Dienstgrade, das Laufbahnziel sind insgesamt die oben genannten Unteroffiziere ohne Portepee, wobei ein weiterer Aufstieg unter den bereits erwähnten Voraussetzungen möglich ist.
Im Gegensatz zum Heer gibt es bei der italienischen Luftwaffe keine Kragenspiegel, sondern Tätigkeits- oder Funktionsabzeichen wie bei der Marine.

## Carabinieri
Die Dienstgrade der Carabinieri entsprechen weitestgehend denen des Heeres. Sie finden sich auch bei anderen Polizeiorganisationen wie der Guardia di Finanza. Abweichungen ergeben sich durch unterschiedliche Uniformfarben. Im Allgemeinen werden nachstehende Dienstgradabzeichen (insbesondere die der Offiziere) auch von zivilen staatlichen und kommunalen Polizeiorganisationen verwendet, die Dienstgrade haben dann aber andere Bezeichnungen („Kommissar“ oder auch „Inspektor“, siehe hierzu: Dienstgrade der italienischen Polizeikräfte).
Allgemein ergeben sich bei Vergleichen mit Polizeiorganisationen Deutschlands größere Schwierigkeiten. In Italien wie auch in Deutschland wurde im Zug von Laufbahnreformen der einfache Dienst abgeschafft, jedoch auf unterschiedliche Weise. In Italien blieben dabei die bisherigen Dienstgrade erhalten; es wurden nur interne laufbahnrechtliche Verschiebungen vorgenommen. Dies gilt größtenteils auch für die oben genannten Teilstreitkräfte, mit deren Dienstgraden die jeweiligen Carabinieri-Ränge im Allgemeinen auf einer Stufe stehen. Diese Umstände werden von STANAG 2116 noch weiter zementiert. Wie sich dies auf Dienstgradvergleiche genauer Auswirkt, wird in den folgenden Abschnitten beschrieben. Zur Vermeidung weiterer Komplikationen sei für Vergleiche mit Österreich und der Schweiz auf den Abschnitt Heer verwiesen.

### Offiziere
In nachstehender Tabelle hinkt der Vergleich etwas, da die obersten Dienstgrade bei der Bundespolizei nur zum Teil mit deutschen und italienischen Generalen verglichen werden können. Deshalb sind auf deutscher Seite die Besoldungsgruppen angegeben.
| NATO-Rangcode                                                           | Italienischer Dienstgrad | Abzeichen | Deutsches Militäräquivalent | Deutsches Polizeiäquivalent                     |
| ----------------------------------------------------------------------- | --- | --------- | --------------------------- | ----------------------------------------------- |
| Ufficiali generali – Generale                                           | |           |                             |                                                 |
| OF-8                                                                    | Generale di Corpo d’Armata con incarichi speciali (Generalleutnant mit besonderer Dienststellung) Kommandierender General Generalkommandant der Carabinieri |           | (Generalleutnant) (B9 Z)    | Präsident des Bundespolizeipräsidiums (B 9)     |
| OF-8                                                                    | Generale di Corpo d’Armata |           | Generalleutnant (B9)        | Vizepräsident beim Bundespolizeipräsidium (B 6) |
| OF-7                                                                    | Generale di Divisione |           | Generalmajor (B 7)          | Präsident einer Bundespolizeidirektion (B 4)    |
| OF-6                                                                    | Generale di Brigata |           | Brigadegeneral (B 6)        | Direktor in der Bundespolizei (B 3)             |
| Ufficiali superiori – Stabsoffiziere                                    | |           |                             |                                                 |
| OF-5                                                                    | Colonnello |           | Oberst (A 16/B 3)           | Leitender Polizeidirektor (A 16)                |
| OF-4                                                                    | Tenente Colonnello |           | Oberstleutnant (A 15/A 14)  | Polizeidirektor (A 15) Polizeioberrat (A 14)    |
| OF-3                                                                    | Maggiore |           | Major (A 13)                | Polizeirat (A 13)                               |
| Ufficiali inferiori – Hauptleute und (als Subalternoffiziere) Leutnante | |           |                             |                                                 |
| OF-2                                                                    | Primo Capitano |           | Stabshauptmann (A 13)       | Erster Polizeihauptkommissar (A 13)             |
| OF-2                                                                    | Capitano |           | Hauptmann (A 12/A 11)       | Polizeihauptkommissar (A 12/A 11)               |
| OF-1                                                                    | Tenente |           | Oberleutnant (A 10)         | Polizeioberkommissar (A 10)                     |
| OF-1                                                                    | Sottotenente |           | Leutnant (A 9)              | Polizeikommissar (A 9)                          |

Wie im Fall der anderen Teilstreitkräfte ist der kommandierende General der Carabinieri ein „Generalleutnant in besonderer Dienststellung“, dessen vierter funktionaler Stern einen roten Rand hat. Im Gegensatz zu den anderen Teilstreitkräften kennen die Carabinieri keinen wirklichen Viersternegeneral, da dieser Dienstgrad dem Generalstabschef der Streitkräfte vorbehalten ist, für den Carabinieri-Generale nicht vorgesehen sind. Bei den übrigen Offiziersdienstgraden gibt es im Wesentlichen keine Unterschiede zum Heer. Der Sottotenente ist wörtlich übersetzt wiederum ein Unterleutnant, der Tenente daher eigentlich Leutnant.
Bei den Carabinieri (und vergleichbaren militärischen Organisationen) gibt es keinen Direkteinstieg in den Dienstgrad Major, wie es in Deutschland beim höheren Dienst der Fall ist. Angehende Carabinieri-Offiziere werden an der Accademia Militare di Modena ausgebildet und erhalten dann den Dienstgrad „Unterleutnant“ (Leutnant). In diesem Dienstgrad folgt die Fachausbildung an der Offizierfachschule der Carabinieri in Rom und dann die Beförderung zum „Leutnant“ (Oberleutnant). Daher findet der „Unterleutnant“ nur im Rahmen der Ausbildung Anwendung, der „Leutnant“ ist damit folglich der Einstieg in die dem höheren Dienst vergleichbare Laufbahn. Die Carabinieri-Leutnante übernehmen schon recht bald Führungsaufgaben und bleiben dann gewöhnlich als Hauptmann lange Zeit Kompaniechef. Als solche unterstehen ihnen mehrere Carabinieri-Stationen, die von höheren Unteroffizieren geleitet werden. Zwar ist ein Leutnant oder ein Hauptmann der Carabinieri nach Form und Status mit gleichrangigen deutschen Offizieren vergleichbar, jedoch eher weniger mit deutschen Polizeikommissaren, wenn es um die Aufgaben geht.

### Unteroffiziere
| NATO-Rangcode                                       | Italienischer Dienstgrad            | Abzeichen | Deutsches Militäräquivalent                       | Deutsches Polizeiäquivalent                                                        |
| --------------------------------------------------- | ----------------------------------- | --------- | ------------------------------------------------- | ---------------------------------------------------------------------------------- |
| Ruolo ispettori/marescialli – Höhere Unteroffiziere |                                     |           |                                                   |                                                                                    |
| OR-9                                                | Luogotenente, carica speciale       |           | Oberstabsfeldwebel (A 9Z)                         | Polizeihauptmeister (A 9, mit Amtszulage) (Mit Funktionen eines Polizeikommissars) |
| OR-9                                                | Luogotenente                        |           | Oberstabsfeldwebel (A 9Z)                         | Polizeihauptmeister (A 9, mit Amtszulage) (Mit Funktionen eines Polizeikommissars) |
| OR-9                                                | Maresciallo Maggiore                |           | Oberstabsfeldwebel (A 9Z)                         | Polizeihauptmeister (A 9, mit Amtszulage) (Mit Funktionen eines Polizeikommissars) |
| OR-9                                                | Maresciallo Capo                    |           | Oberstabsfeldwebel (A 9Z)                         | Polizeihauptmeister (A 9, mit Amtszulage)                                          |
| OR-8                                                | Maresciallo Ordinario               |           | Stabsfeldwebel (A 9)                              | Polizeihauptmeister (A 9)                                                          |
| OR-8                                                | Maresciallo                         |           | Stabsfeldwebel (A 9)                              | Polizeihauptmeister (A 9) (Nur in Ausbildung)                                      |
| Ruolo sovintendenti/brigadieri – Unteroffiziere     |                                     |           |                                                   |                                                                                    |
| OR-7                                                | Brigadiere Capo, qualifica speciale |           | Hauptfeldwebel (A 8Z)                             | Polizeiobermeister (A 8)                                                           |
| OR-7                                                | Brigadiere Capo                     |           | Hauptfeldwebel (A 8Z)                             | Polizeiobermeister (A 8)                                                           |
| OR-6                                                | Brigadiere                          |           | Oberfeldwebel (A 7Z), Feldwebel (A 7)             | Polizeimeister (A 7)                                                               |
| OR-5                                                | Vice Brigadiere                     |           | Stabsunteroffizier (A 7/A 6), Unteroffizier (A 5) | Polizeimeister (A 7), Polizeioberwachtmeister (A 5) (in Deutschland nur Anwärter)  |

Auch hier ist es wie bei den anderen Teilstreitkräften zu einer Abkoppelung der beiden Dienstgradgruppen gekommen. Zivilisten mit Hochschulreife können sich für einen Direkteinstieg in die Maresciallo-Laufbahn bewerben. In der Regel erfolgt am Ende des zweiten Ausbildungsjahres die Beförderung zum Maresciallo, nach zwei weiteren Jahren die zum Maresciallo Ordinario. Die Ausbildung sieht ein dreijähriges Bachelor-Studium vor. Die Absolventen übernehmen Fach- oder Führungsaufgaben, später insbesondere als Stationskommandanten. Nach Form, Status und STANAG 2116 sind diese Unteroffiziere mit deutschen Stabs- und Oberstabsfeldwebeln zu vergleichen, welche wegen ihrer Besoldung nach A 9 (Amtszulage) mit Teilen des gehobenen Dienstes auf eine Stufe gestellt werden können. Wegen ihrer Ausbildung und ihrer Aufgaben können die Maresciallo-Dienstgrade mit deutschen Polizeikommissaren oder auch mit angelsächsischen Warrant Officers verglichen werden.
Die übrigen Unteroffiziere (Brigadieri) entsprechen nach STANAG 2116 den übrigen deutschen Feldwebeldienstgraden und den Unteroffizieren ohne Portepee und damit den verbleibenden deutschen Polizeidienstgraden des mittleren Dienstes. Die Brigadieri sind zwar in jeder Hinsicht Unteroffiziere, de facto bilden sie jedoch mit den Mannschaften eine Gruppe und sind deren Laufbahnziel. Ein Aufstieg in die gehobene Unteroffizierslaufbahn ist bei Bewährung und Bestehen eines Auswahlverfahrens möglich. In diesem Fall wird die weitere Ausbildung verkürzt.
Unteroffiziere haben die Möglichkeit, sich für die besondere Laufbahn der Fachoffiziere (ruolo speciale) zu bewerben, welche in etwa dem deutschen militärfachlichen Dienst entspricht. Für die Teilnahme an dem entsprechenden Auswahlverfahren gelten im Vergleich zu den anderen Teilstreitkräften strengere Zulassungsbedingungen.

### Chargen und Mannschaften
| NATO-Rangcode | Italienischer Dienstgrad             | Abzeichen | Deutsches Militäräquivalent |
| ------------- | ------------------------------------ | --------- | --------------------------- |
| OR-4          | Appuntato Scelto, qualifica speciale |           | Stabskorporal               |
| OR-4          | Appuntato Scelto                     |           | Korporal                    |
| OR-4          | Appuntato                            |           | Oberstabsgefreiter          |
| OR-4          | Carabiniere Scelto                   |           | Stabsgefreiter              |
| OR-4          | Carabiniere                          |           | Stabsgefreiter              |

Formal handelt es sich um Mannschaftsdienstgrade, hierarchisch stehen sie jedoch auf einer Ebene mit den jeweils fünf Chargen-Dienstgraden der anderen Teilstreitkräfte. Die drei Mannschaftsdienstgrade der anderen Teilstreitkräfte entsprechen dem einfachen Dienst, der bei den Carabinieri nicht mehr existiert. Der unterste Dienstgrad bei der Polizei steht auf einer Ebene mit dem Stabsgefreiten (OR-4) (Graduato) des Heeres. Da die deutschen Stabsgefreiten (A5) und die Oberstabsgefreiten (A5Z) sowie die Korporale (A6) und Stabskorporale (A6Z) besoldungsrechtlich mit den Dienstgraden Unteroffizier (A5) und Stabsunteroffizier (A6/7) verzahnt sind und die Besoldungsgruppen A 5 und 6 noch mit dem mittleren Dienst in Verbindung gebracht werden können, ist es formal möglich, die Carabinieri-Mannschaftdienstgrade mit allen ehemaligen deutschen Polizeiwachtmeister-Dienstgraden in Verbindung zu bringen, sofern diese zumindest besoldungsrechtlich auf einer Stufe mit Vorbereitungs- oder Eingangsämtern des mittleren Dienstes stehen oder standen.
In der Substanz jedoch sollten die Carabinieri-Mannschaftsdienstgrade auf einer Stufe mit Polizeimeistern gesehen werden, da sie diesen nach den Aufgabenbereichen entsprechen. Im Gegensatz zur alten Laufbahnordnung mit dem einfachen Dienst und dem Direkteinstieg ist es heute so, dass Anwärter der Mannschaftslaufbahn zuvor meist Zeitsoldaten bei anderen Teilstreitkräften waren („einfacher Dienst“) und in der Regel eine mehrjährige militärische Berufs- und oft auch Auslandserfahrung mitbringen.

Dienstflagge des Kommandierenden Generals der Carabinieri
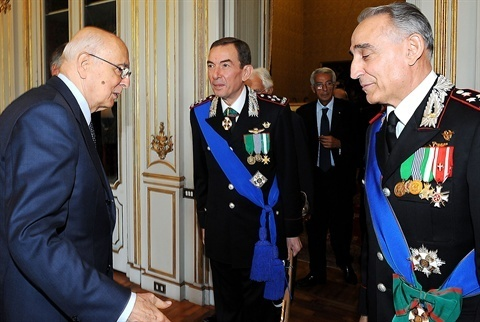
Kommandoübergabe auf dem Quirinal bei Staatspräsident Giorgio Napolitano
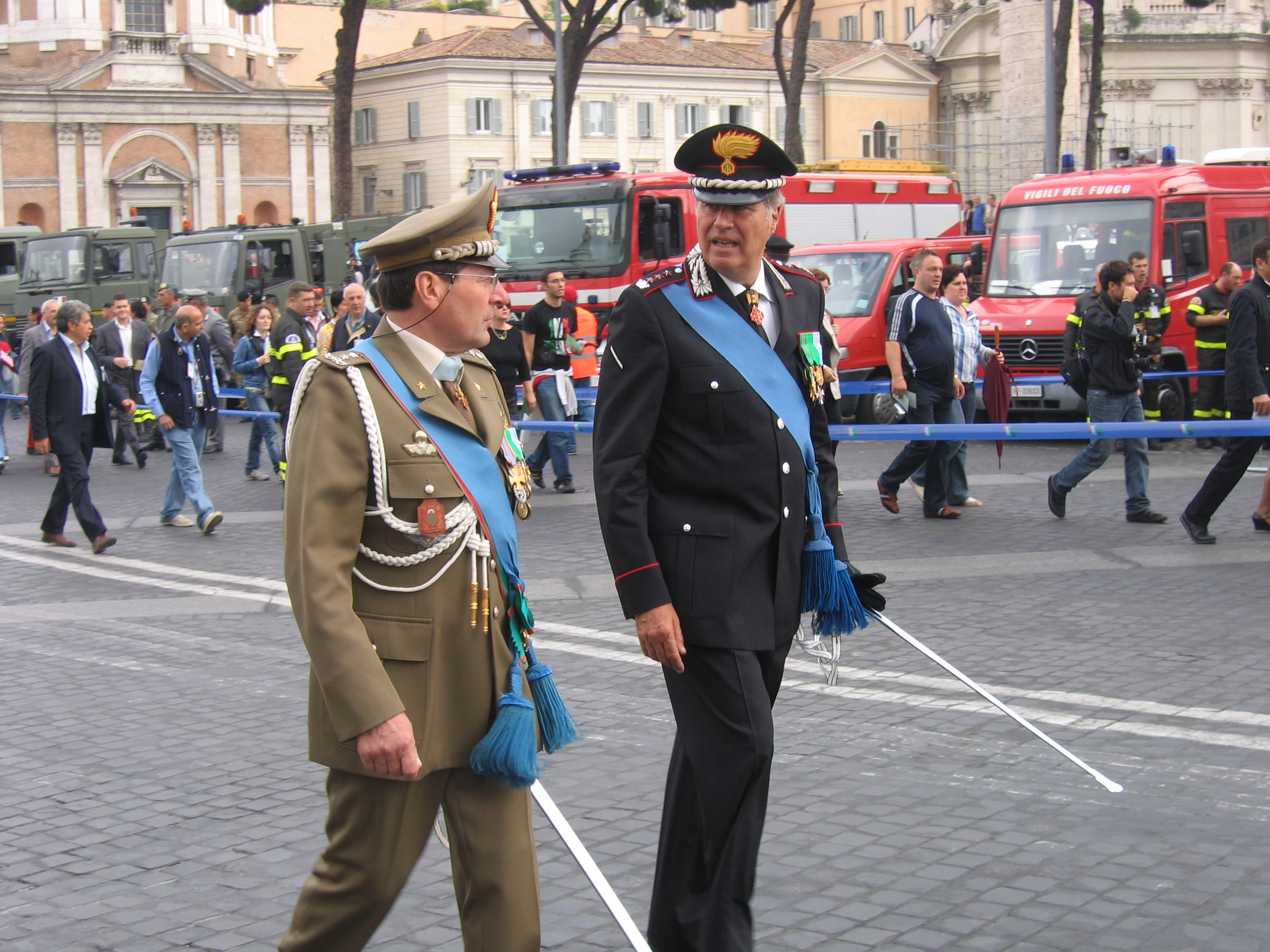
Generalleutnant des Heeres (links) mit einem Carabinieri-Oberst (rechts)
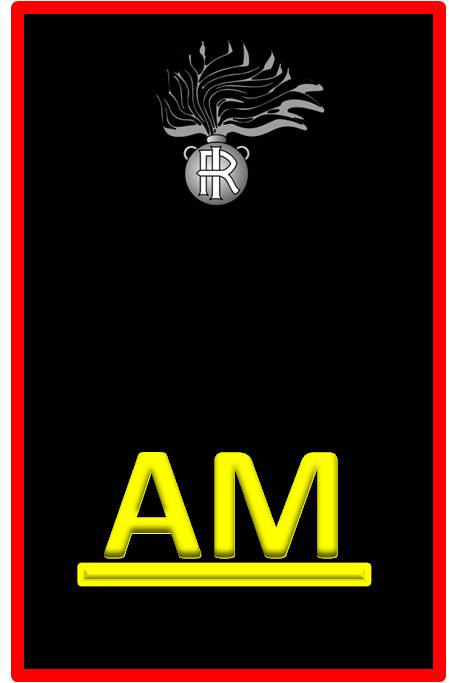
Dienstgradabzeichen Allievo Maresciallo, Maresciallo-Anwärter der Carabinieri
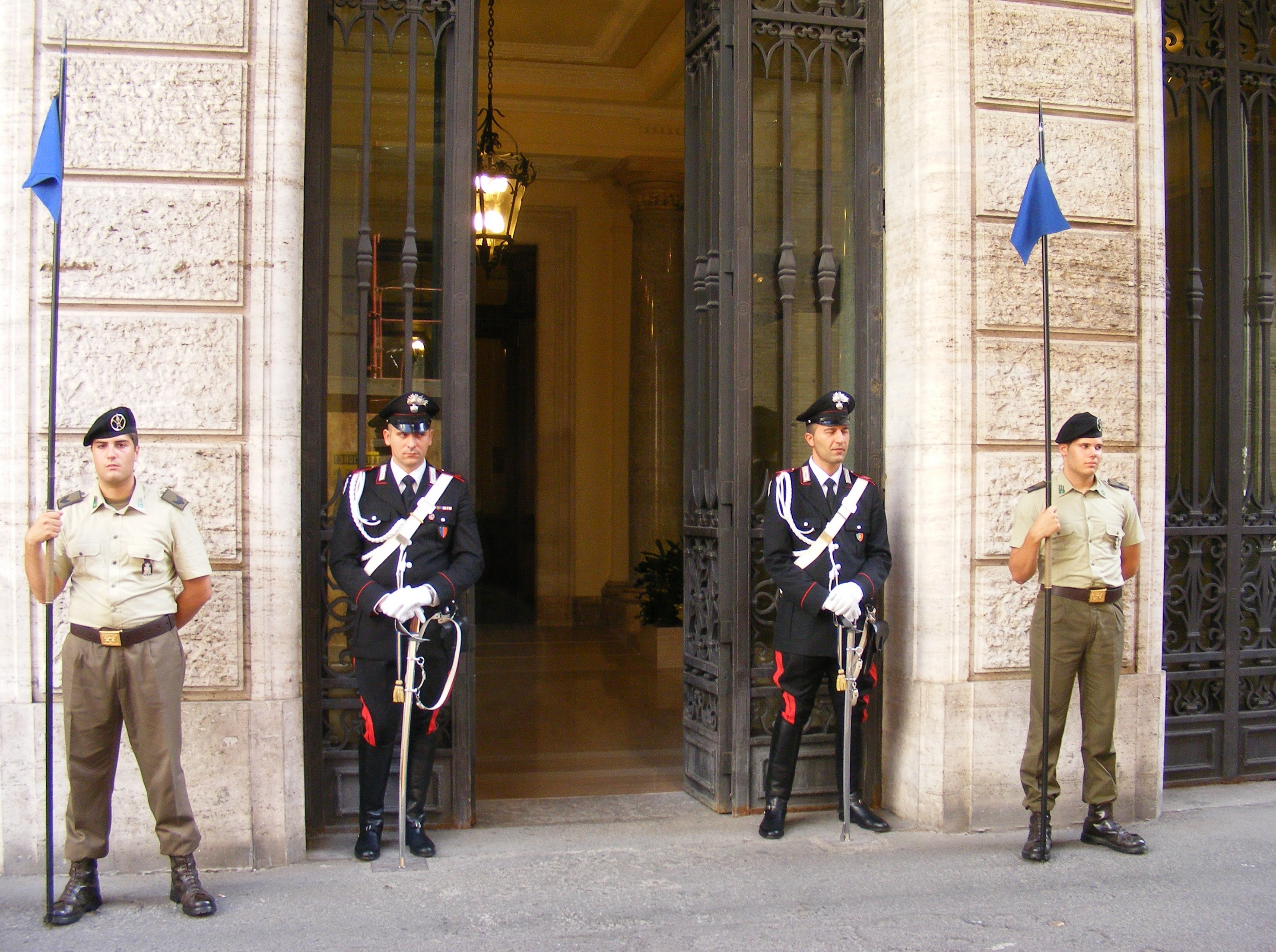
Mannschaftsdienstgrade vor dem italienischen Senat
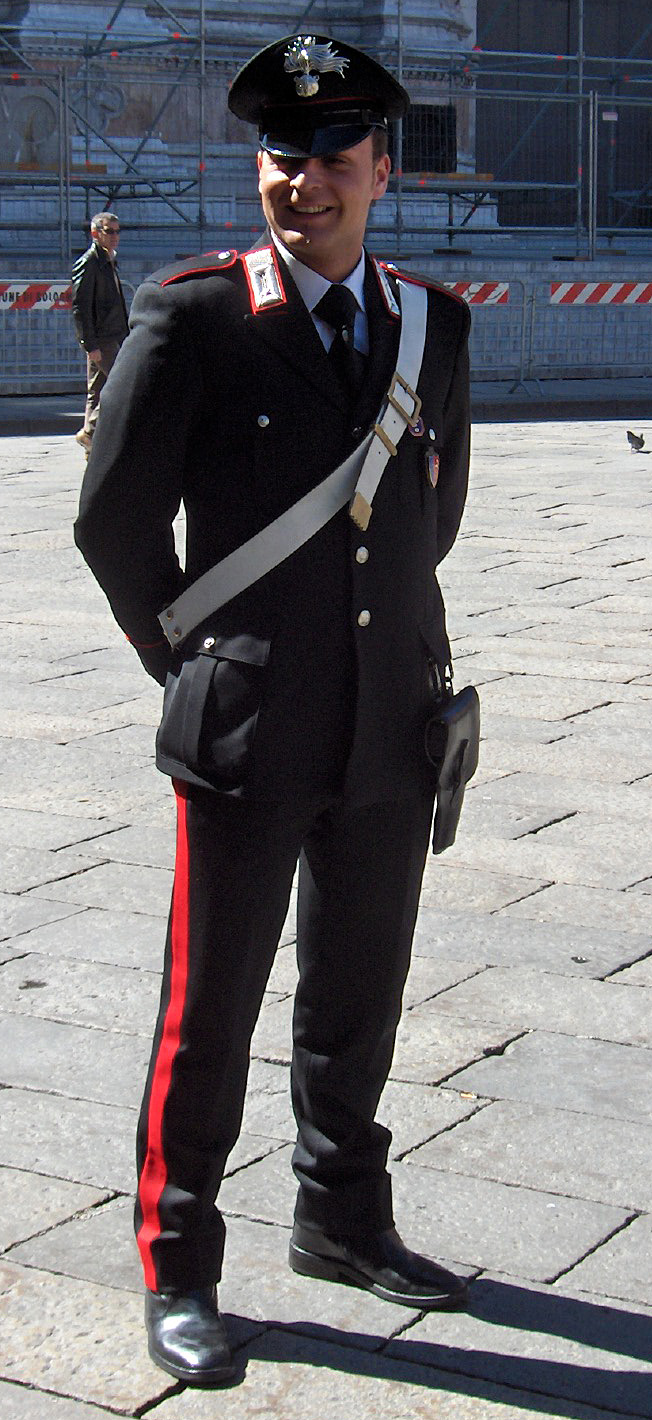
Ein einfacher Carabiniere
Abzeichen Stellvertreter des Kommandierenden Generals der Carabinieri
Dienstgradvergleich: Brigadegeneral der Guardia di Finanza
Oberstleutnant der Guardia di Finanza
Maresciallo Capo der Guardia di Finanza
Brigadiere der Guardia di Finanza
Appuntato der Guardia di Finanza